# Mistrovství České republiky v orientačním běhu 2024
32. ročník Mistrovství České republiky v orientačním běhu 2024 proběhl s pěti individuálními a třemi týmovými disciplínami. Oproti roku 2023 se skladba závodů vrátila do ustáleného modelu, pevnou součástí se navíc po své premiéře v předchozím roce stal knock-out sprint.

## Mistrovství ČR v nočním OB

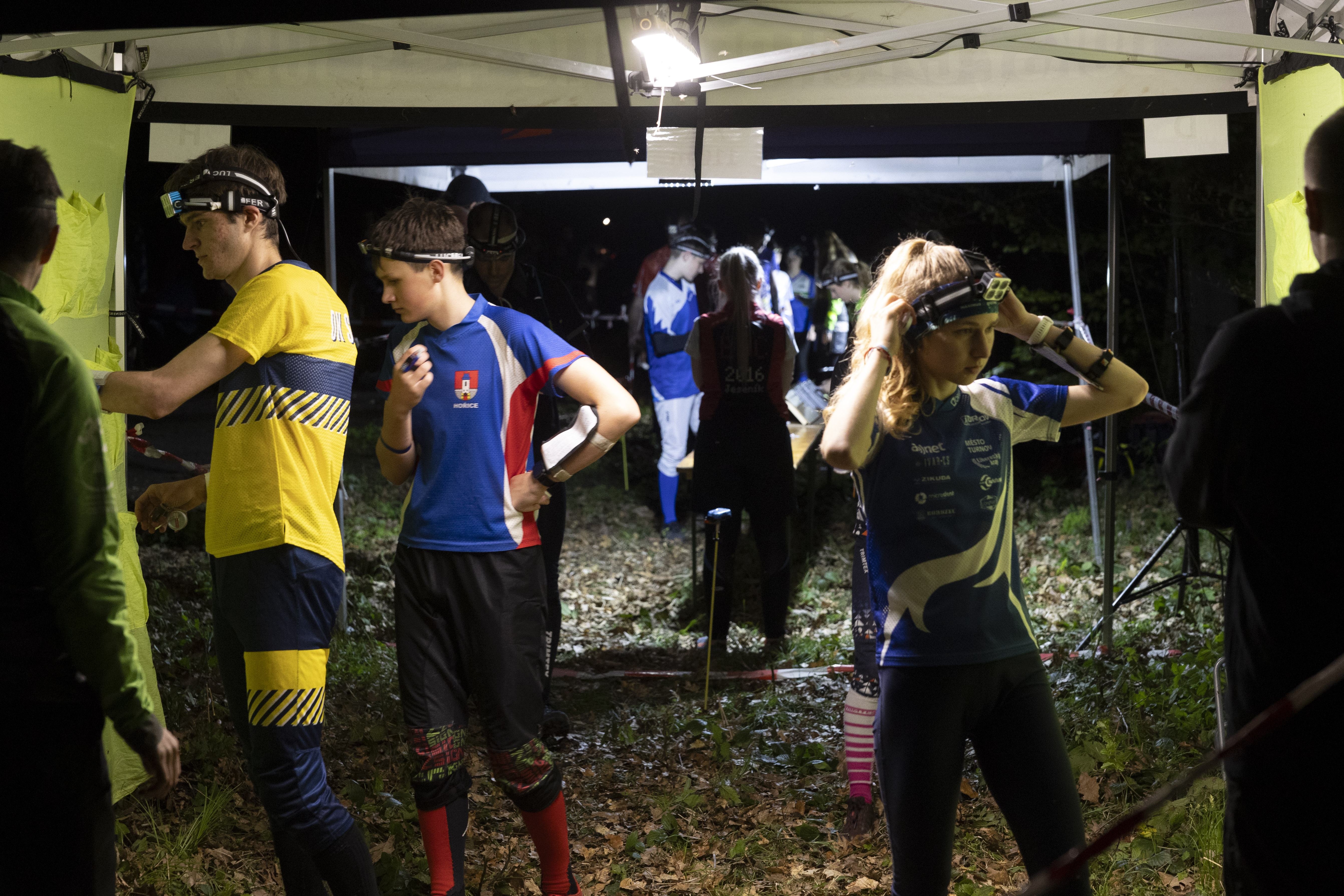
Na startu závodu
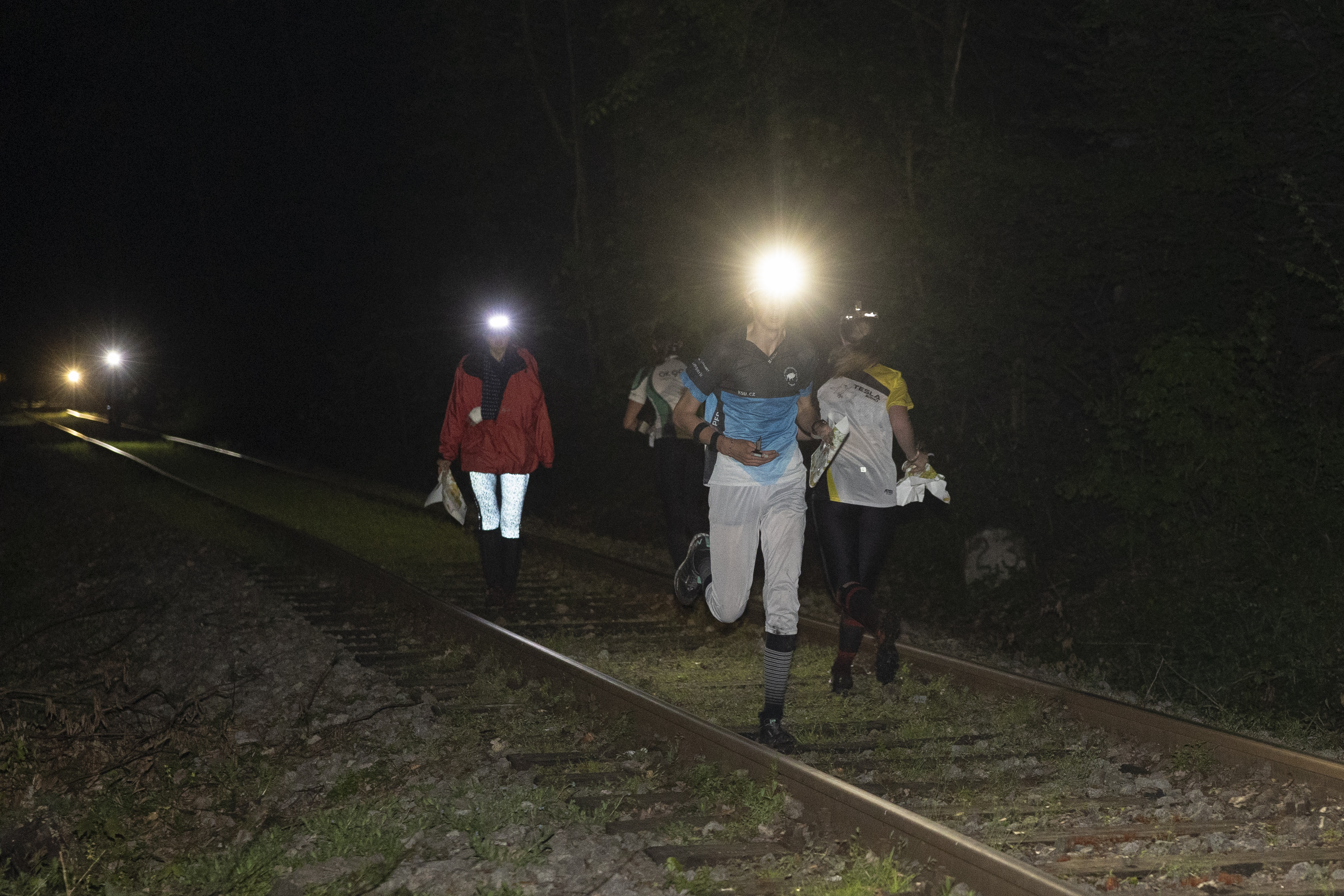
Ze závodu
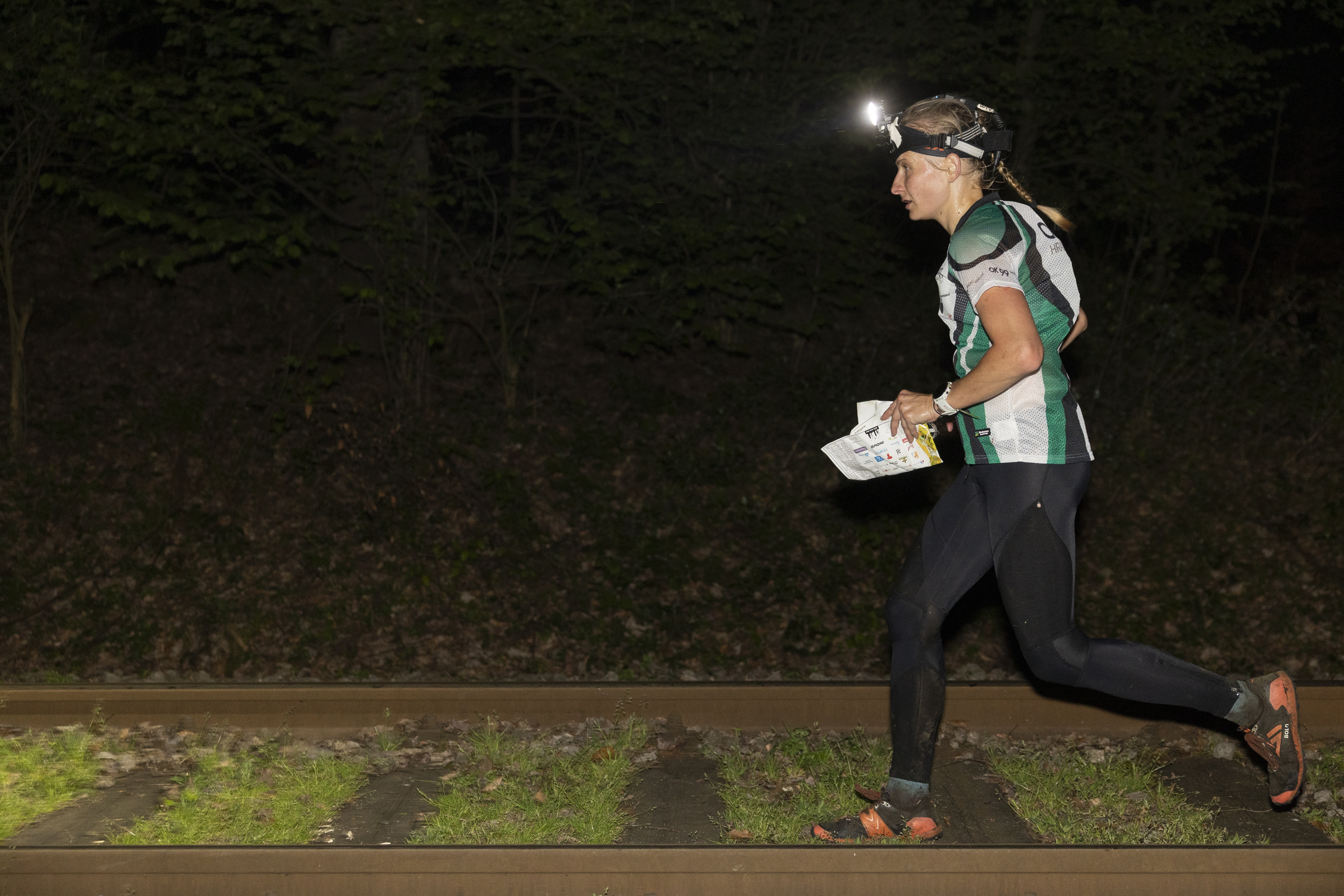
Denisa Kosová
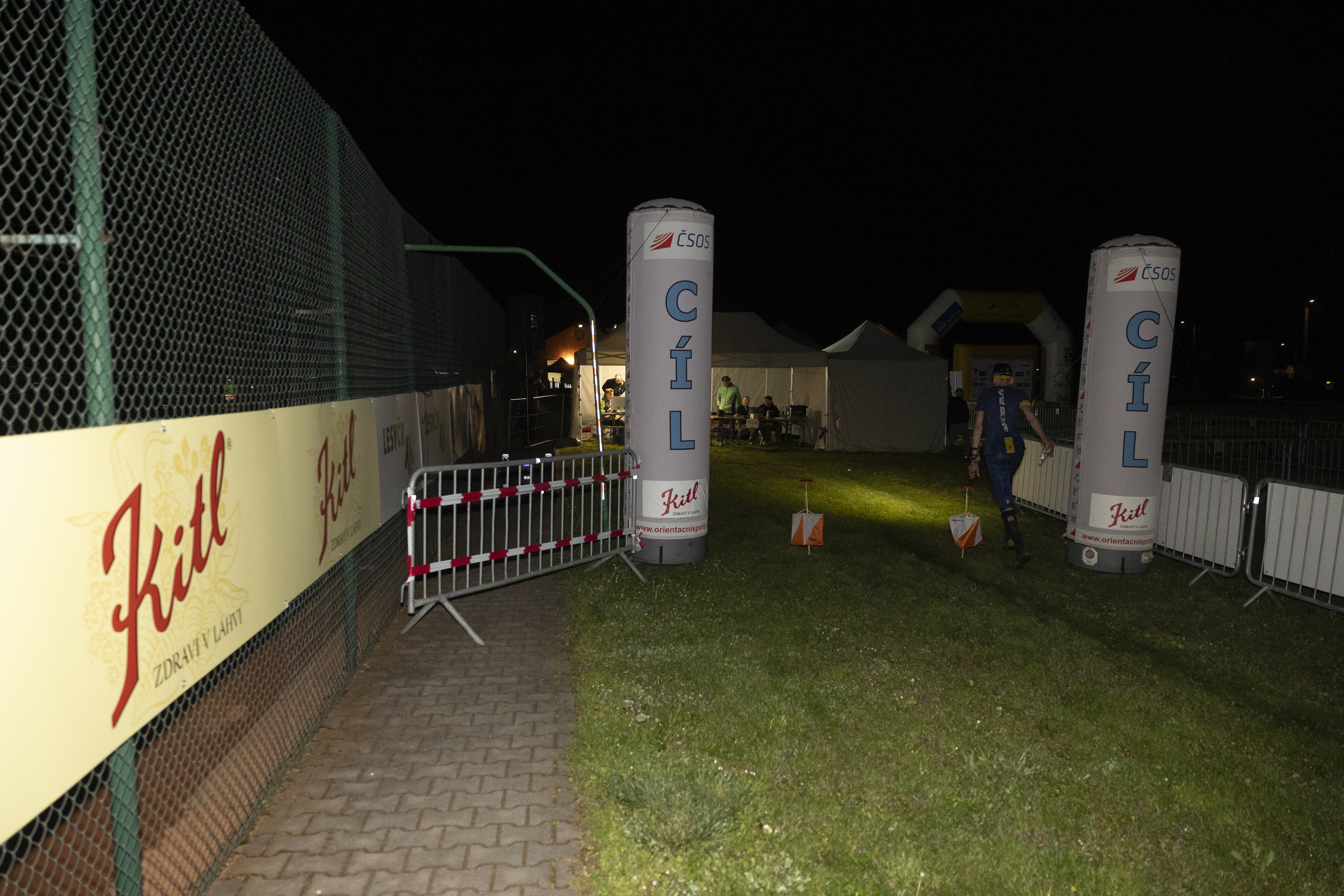
Cíl
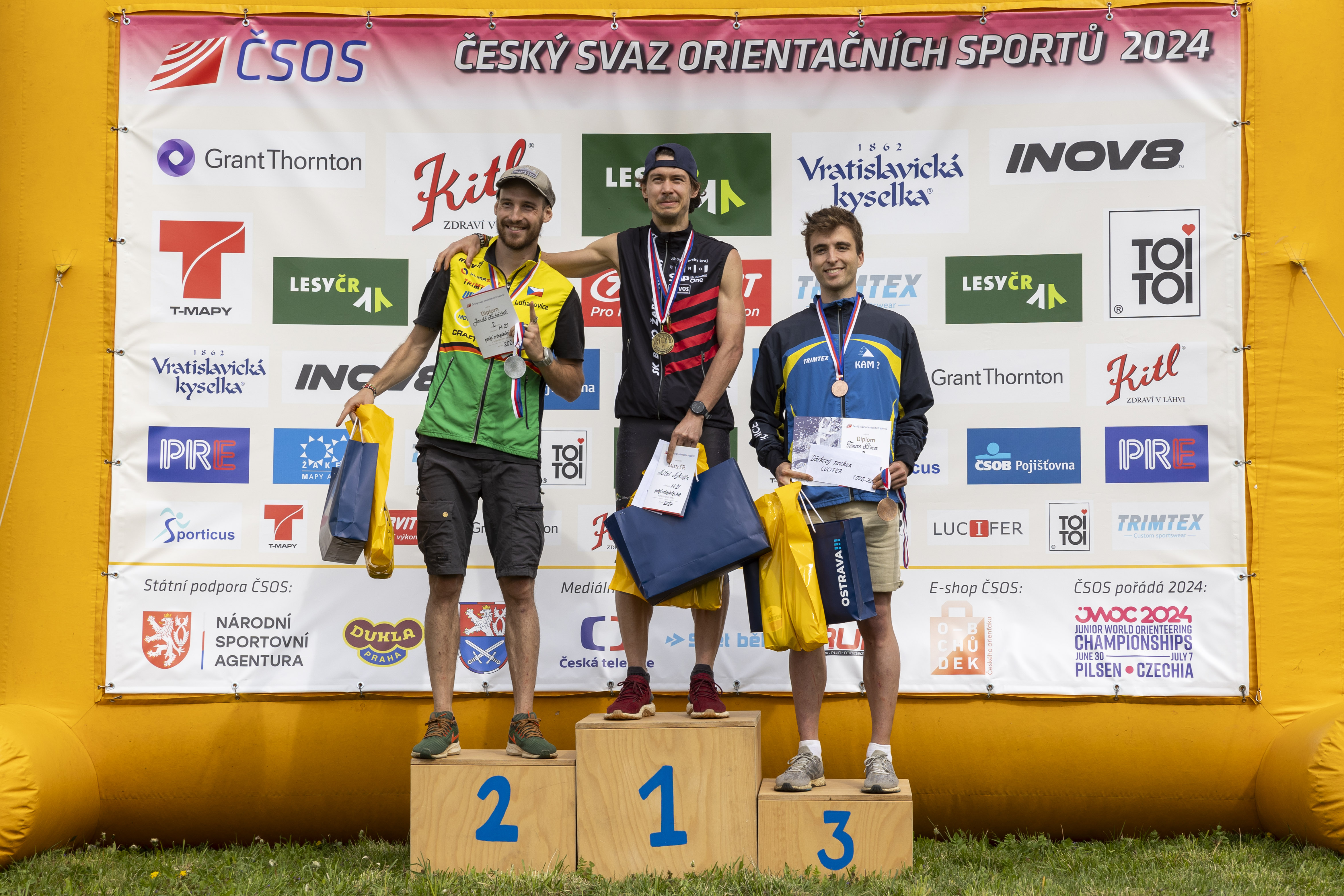
H21 - muži
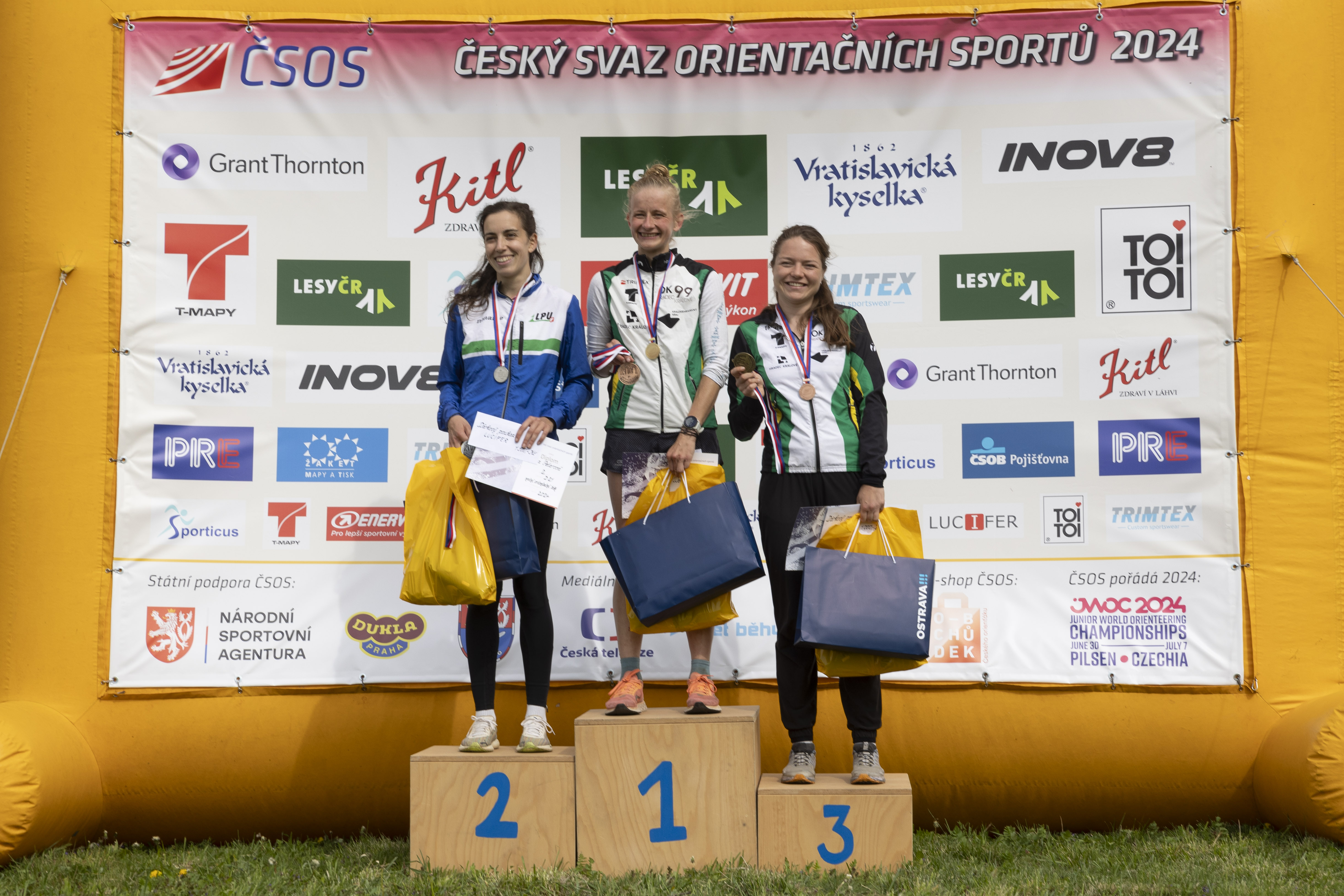
D21 - ženy
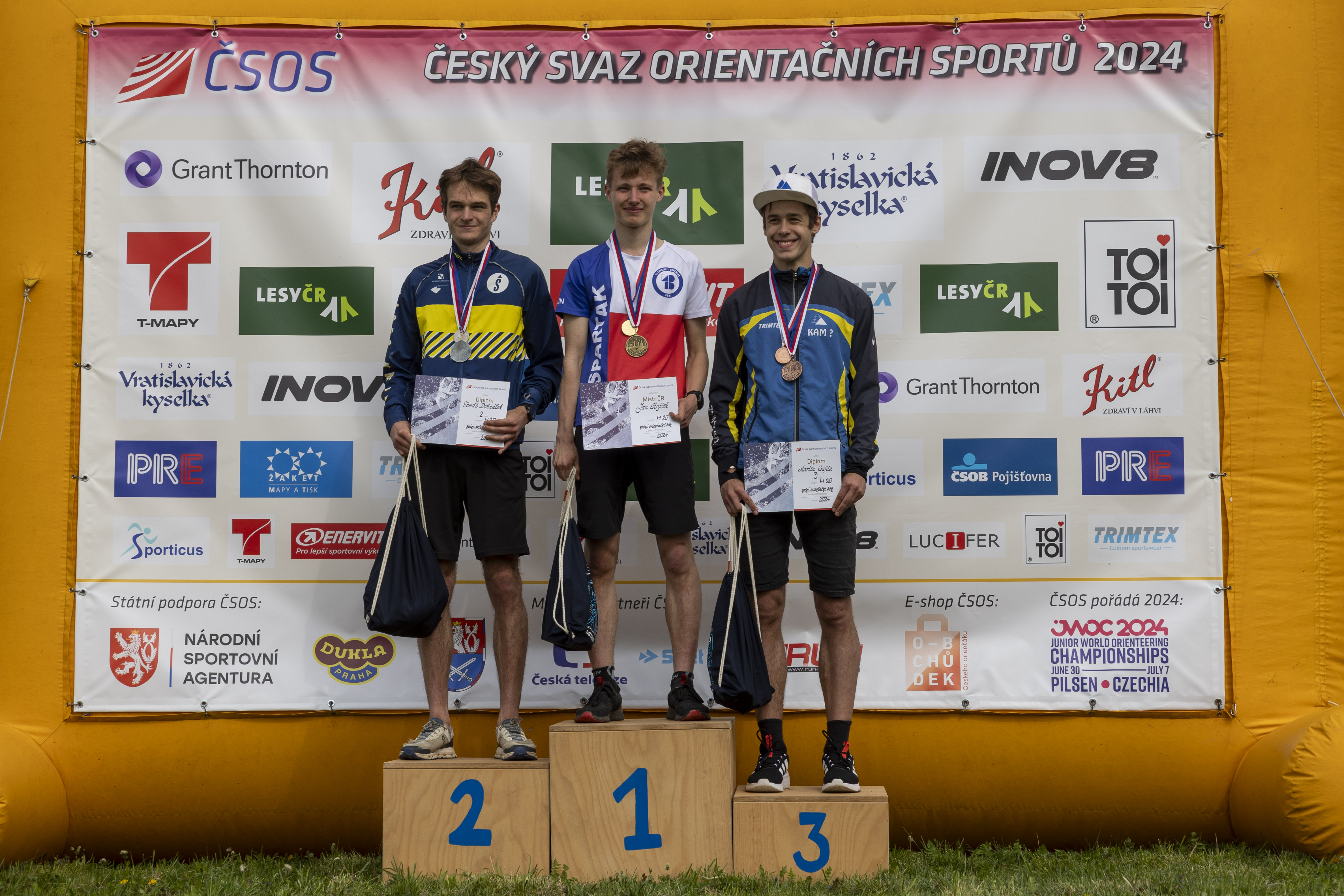
H20 - junioři
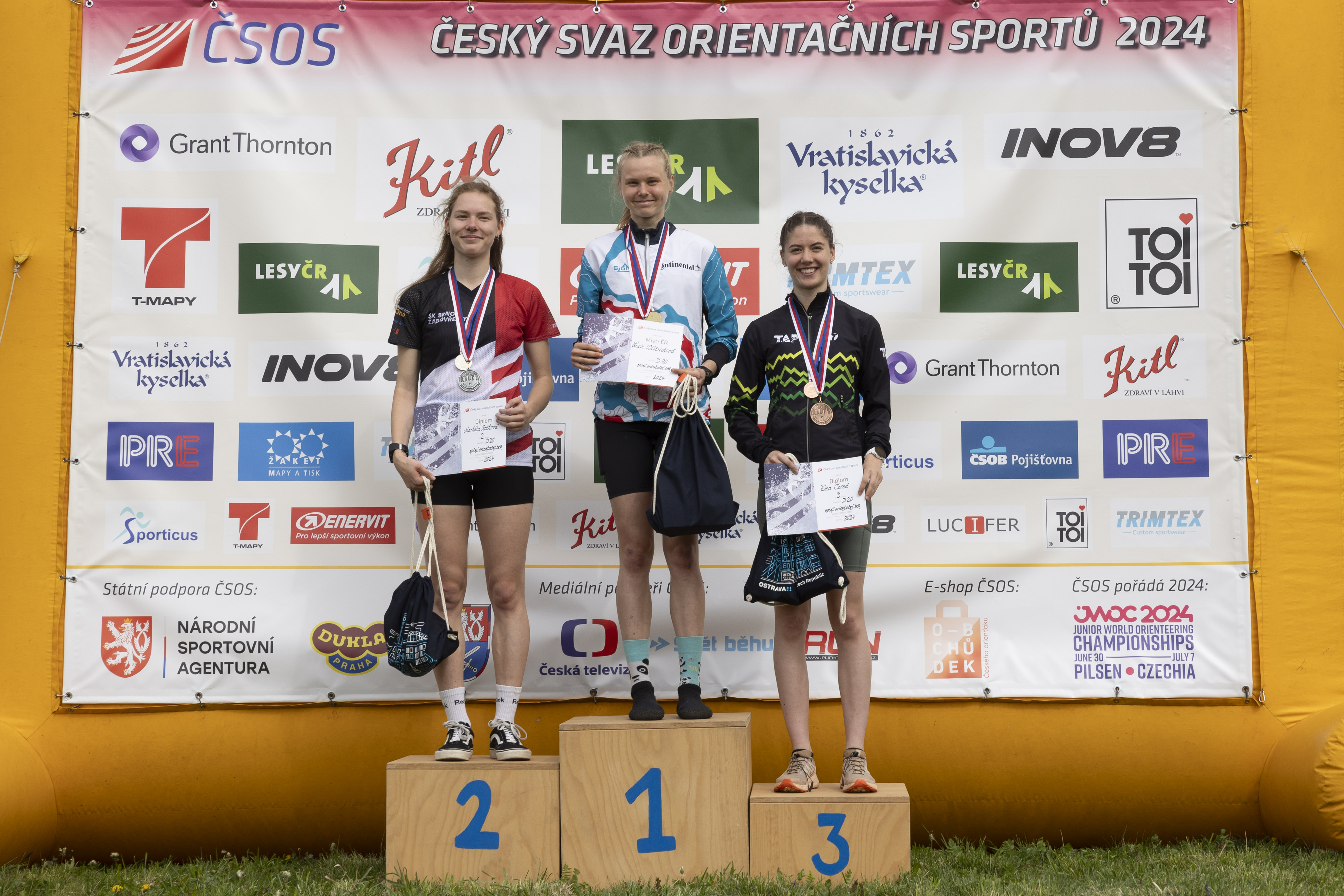
D20 - juniorky

| Datum závodu   | 13. 4. 2024   |  | Místo konání    | Petřvald • aréna |  | Pořadatel       | SKOB Ostrava |
| Ředitel závodu | Josef Juřeník |  | Hlavní rozhodčí | Otakar Maceček   |  | Stavitelé tratí | Tomáš Vavřík |
| Název mapy     | Panský les    |  | Web závodu      | WWW              |  | Výsledky závodu | ORIS         |

| Zkrácené výsledky             | Zkrácené výsledky       | Zkrácené výsledky                | Zkrácené výsledky       | Zkrácené výsledky       | Zkrácené výsledky | Zkrácené výsledky       | Zkrácené výsledky                         | Zkrácené výsledky       | Zkrácené výsledky       |
| Pořadí                        | H21 - muži              | H21 - muži                       | H21 - muži              | H21 - muži              | Pořadí            | D21 - ženy              | D21 - ženy                                | D21 - ženy              | D21 - ženy              |
| ----------------------------- | ----------------------- | -------------------------------- | ----------------------- | ----------------------- | ----------------- | ----------------------- | ----------------------------------------- | ----------------------- | ----------------------- |
| Zlatá medaile                 | Miloš Nykodým           | SK Žabovřesky Brno               | 1:20:47                 |                         | Zlatá medaile     | Denisa Kosová           | OK 99 Hradec Králové                      | 1:09:56                 |                         |
| Stříbrná medaile              | Jonáš Hubáček           | OOB TJ Slovan Luhačovice         | 1:25:36                 | +4:49                   | Stříbrná medaile  | Jana Peterová           | OK Lokomotiva Pardubice                   | 1:12:03                 | +2:07                   |
| Bronzová medaile              | Tomas Lima              | OK Kamenice                      | 1:30:00                 | +9:13                   | Bronzová medaile  | Barbora Chaloupská      | OK 99 Hradec Králové                      | 1:12:24                 | +2:28                   |
| 4                             | Tomáš Janovský          | SK Praga                         | 1:30:22                 | +9:35                   | 4                 | Lucie Semíková          | OK Kamenice                               | 1:14:48                 | +4:52                   |
| 5                             | Jáchym Coufal           | SK Žabovřesky Brno               | 1:30:56                 | +10:09                  | 5                 | Petra Holečková         | OK Slavia Hradec Králové                  | 1:15:16                 | +5:20                   |
| 6                             | Petr Horvát             | KOS TJ Tesla Brno                | 1:32:12                 | +11:25                  | 6                 | Tereza Čechová          | OK Kamenice                               | 1:15:44                 | +5:48                   |
| 7                             | Ondřej Macek            | OK Lokomotiva Pardubice          | 1:34:05                 | +13:18                  | 6                 | Nikola Zlámalová        | Sportcentrum Jičín                        | 1:15:44                 | +5:48                   |
| 8                             | Martin Roháč            | OOB TJ Slovan Luhačovice         | 1:34:09                 | +13:22                  | 8                 | Michaela Dittrichová    | OOB TJ Slovan Luhačovice                  | 1:16:10                 | +6:14                   |
| 9                             | Daniel Pompura          | KOS TJ Tesla Brno                | 1:34:11                 | +13:24                  | 9                 | Vendula Horčičková      | OOB TJ Slovan Luhačovice                  | 1:17:03                 | +7:07                   |
| 10                            | Radim Tokár             | Západočeské sportovní centrum OB | 1:34:38                 | +13:51                  | 10                | Jana Semrádová          | K.O.B. Choceň                             | 1:17:57                 | +8:01                   |
| Pořadí                        | H20 - junioři           | H20 - junioři                    | H20 - junioři           | H20 - junioři           | Pořadí            | D20 - juniorky          | D20 - juniorky                            | D20 - juniorky          | D20 - juniorky          |
| Zlatá medaile                 | Jan Strýček             | TJ Spartak 1. Brněnská           | 1:09:13                 |                         | Zlatá medaile     | Lucie Dittrichová       | KOB Směr Kroměříž                         | 59:20                   |                         |
| Stříbrná medaile              | Tomáš Dohnálek          | OK Slavia Hradec Králové         | 1:14:32                 | +5:19                   | Stříbrná medaile  | Markéta Rotková         | SK Žabovřesky Brno                        | 1:04:09                 | +4:49                   |
| Bronzová medaile              | Martin Gajda            | OK Kamenice                      | 1:14:39                 | +5:26                   | Bronzová medaile  | Ema Černá               | KOB TRETRA Praha                          | 1:07:44                 | +8:24                   |
| Pořadí                        | H18 - starší dorostenci | H18 - starší dorostenci          | H18 - starší dorostenci | H18 - starší dorostenci | Pořadí            | D18 - starší dorostenky | D18 - starší dorostenky                   | D18 - starší dorostenky | D18 - starší dorostenky |
| Zlatá medaile                 | Ondřej Brosch           | SK Radioklub Blansko             | 1:02:31                 |                         | Zlatá medaile     | Viktorie Škáchová       | Oddíl OB Kotlářka                         | 49:05                   |                         |
| Stříbrná medaile              | Vladimír Srb            | OK Lokomotiva Pardubice          | 1:04:02                 | +1:31                   | Stříbrná medaile  | Barbora Holasová        | Orientační Běh Opava                      | 53:13                   | +4:08                   |
| Bronzová medaile              | Tomáš Urbánek           | SK Žabovřesky Brno               | 1:06:55                 | +4:24                   | Bronzová medaile  | Kateřina Štěpová        | SK Praga                                  | 54:35                   | +5:30                   |
| Pořadí                        | H16 - mladší dorostenci | H16 - mladší dorostenci          | H16 - mladší dorostenci | H16 - mladší dorostenci | Pořadí            | D16 - mladší dorostenky | D16 - mladší dorostenky                   | D16 - mladší dorostenky | D16 - mladší dorostenky |
| Zlatá medaile                 | Erik Heczko             | Slavia Liberec orienteering      | 46:33                   |                         | Zlatá medaile     | Barbora Strýčková       | TJ Spartak 1. Brněnská                    | 46:11                   |                         |
| Stříbrná medaile              | Martin Bulička          | SK Žabovřesky Brno               | 48:15                   | +1:42                   | Stříbrná medaile  | Johana Čechová          | KOS TJ Tesla Brno                         | 46:38                   | +0:27                   |
| Bronzová medaile              | Vítek Frosch            | OK Lokomotiva Pardubice          | 50:11                   | +3:38                   | Bronzová medaile  | Tereza Ester Kamenická  | SK Orientační sporty Nové Město na Moravě | 47:07                   | +0:56                   |
| << předchozí • následující >> |                         |                                  |                         |                         |                   |                         |                                           |                         |                         |

Souhrnné informace naleznete v článku Mistrovství České republiky v nočním orientačním běhu.

## Mistrovství ČR v knock-out sprintu

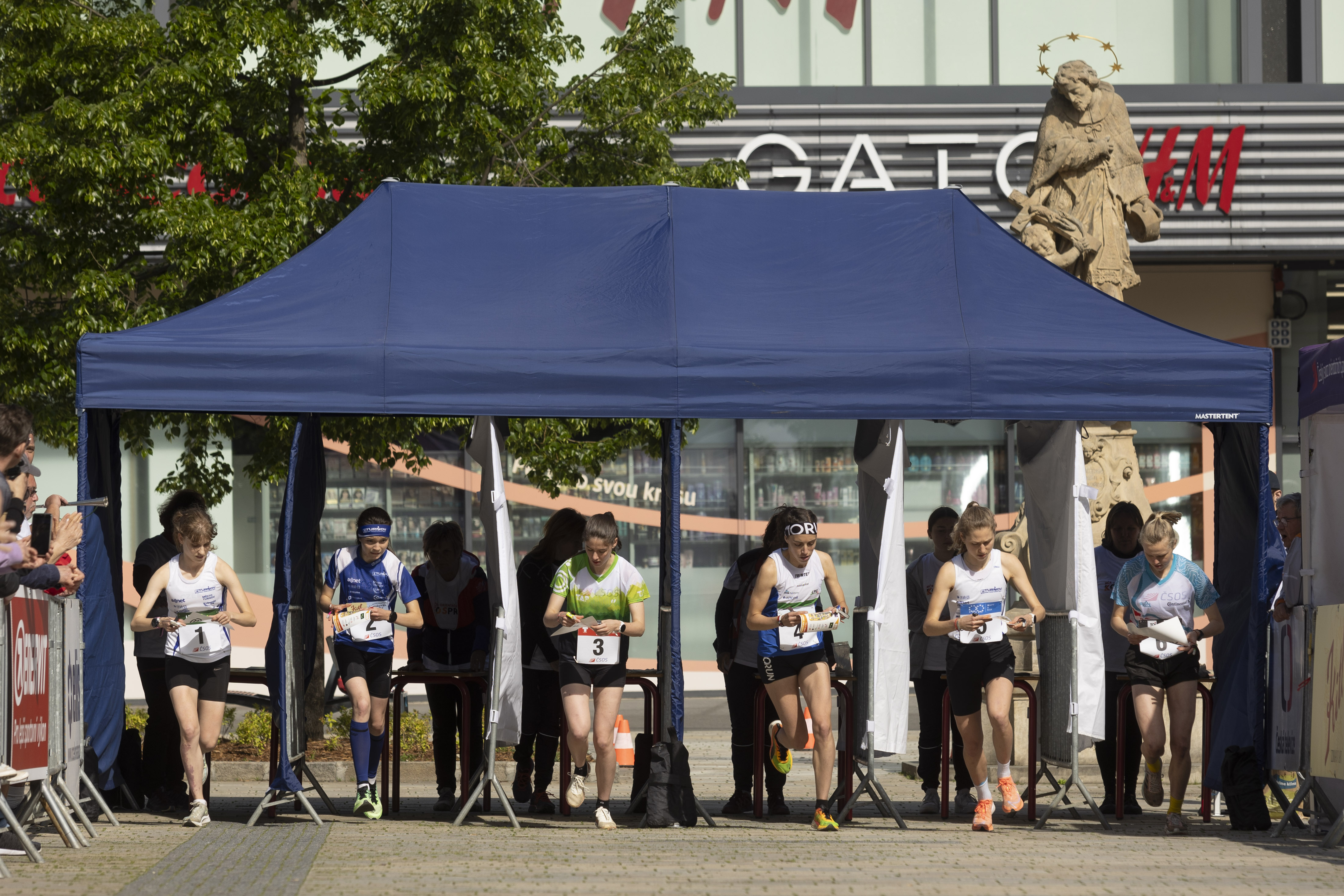
Start finále žen
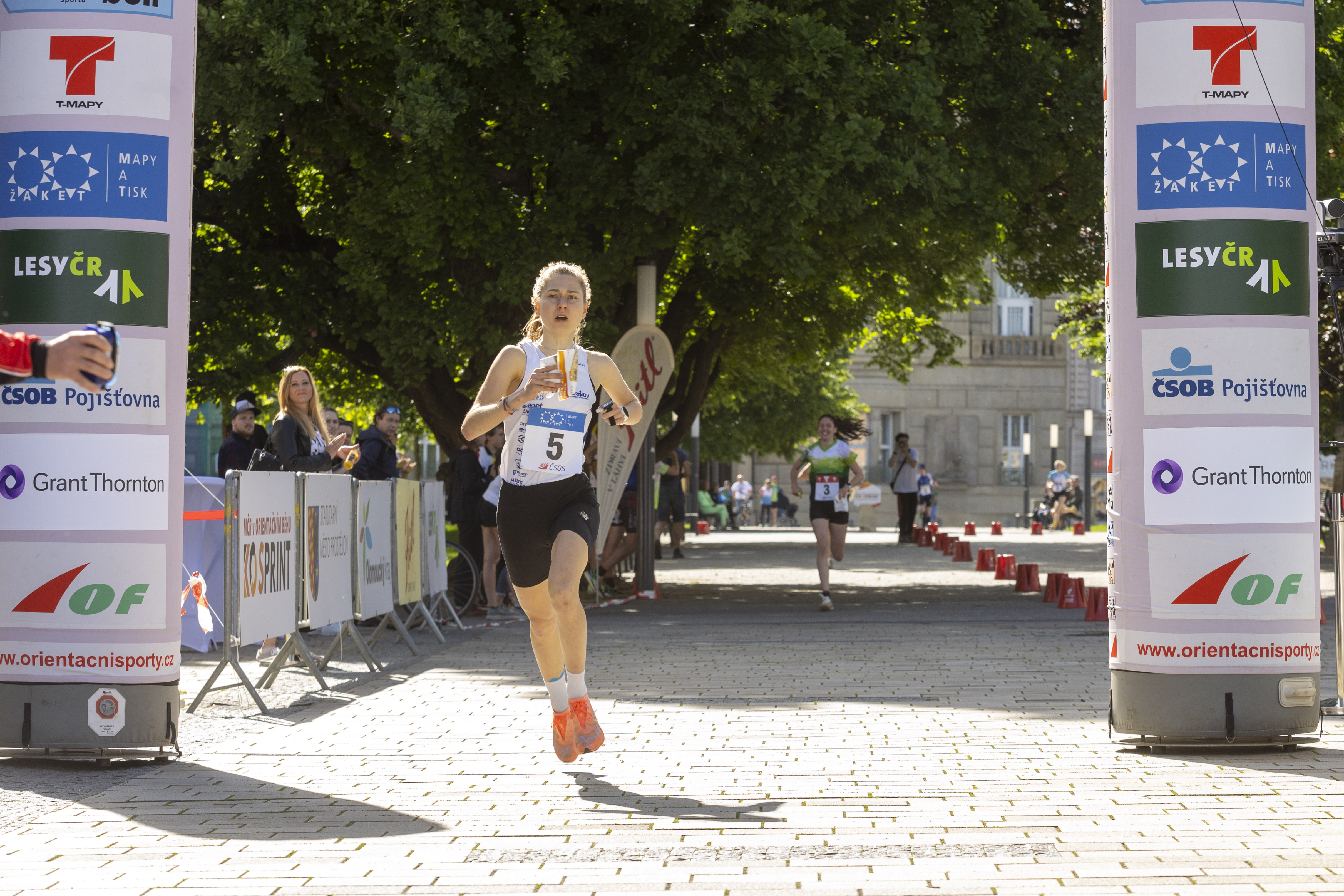
Barbora Matějková na doběhu
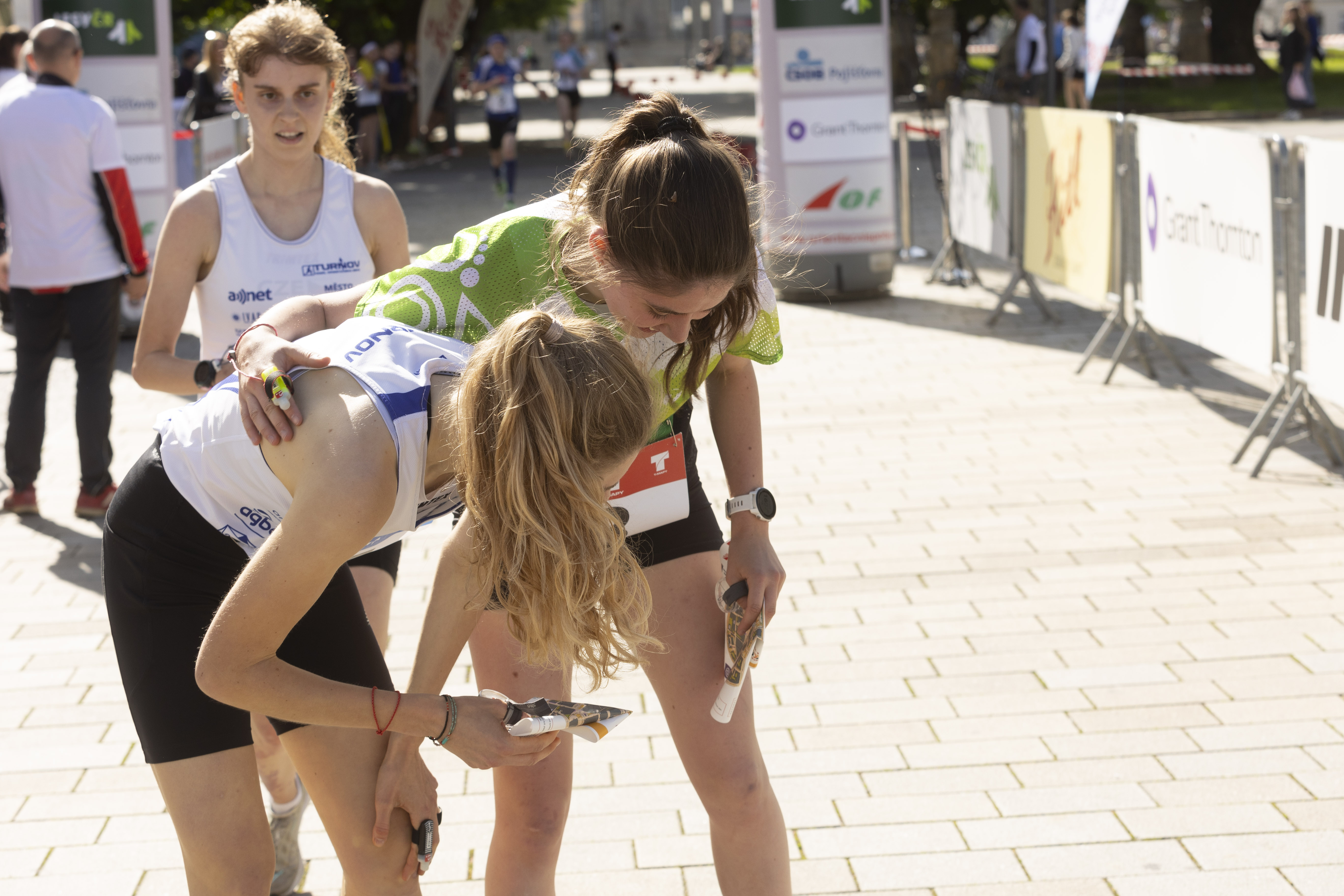
Ženy v cíli
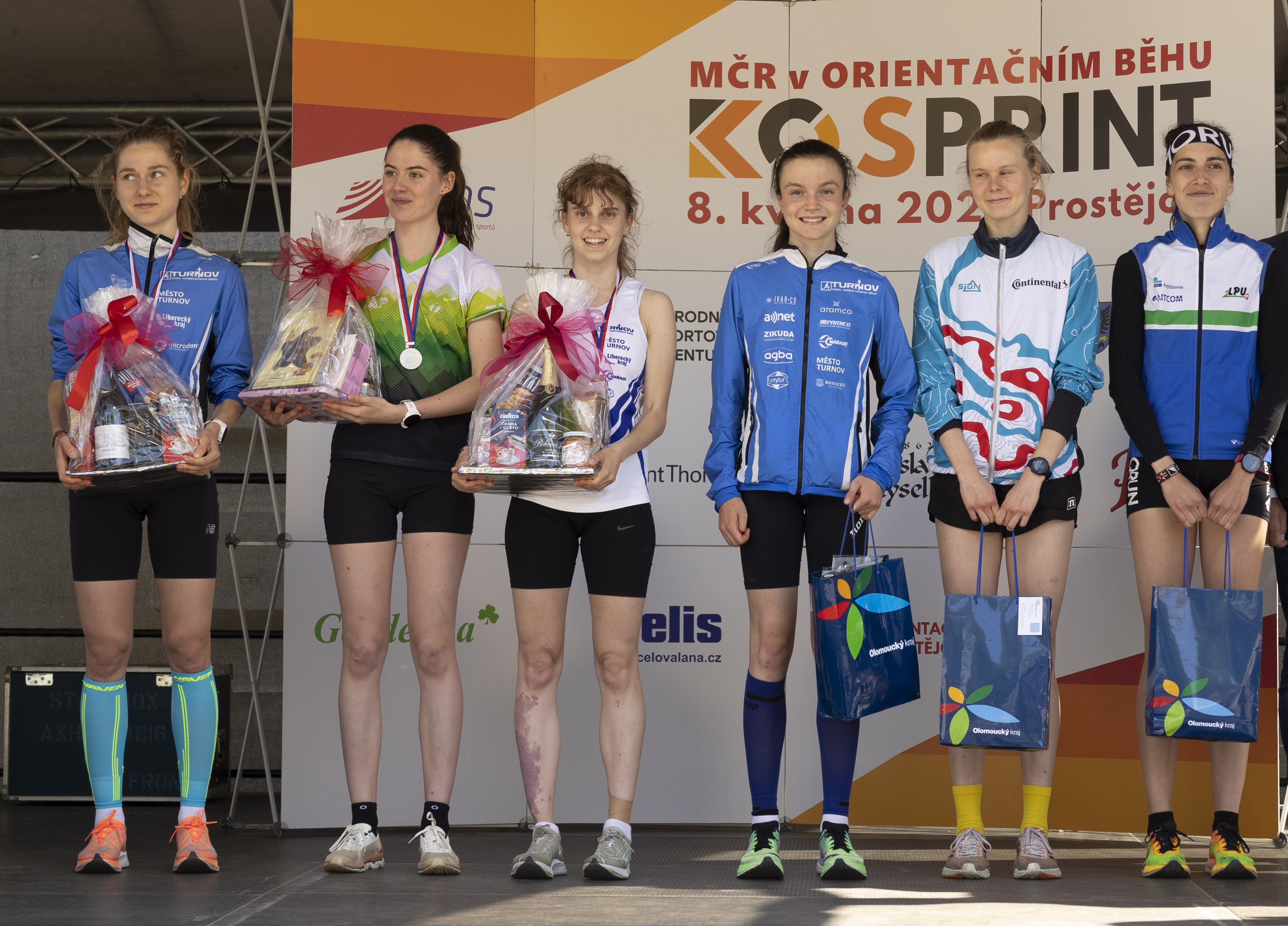
Vyhlášení žen
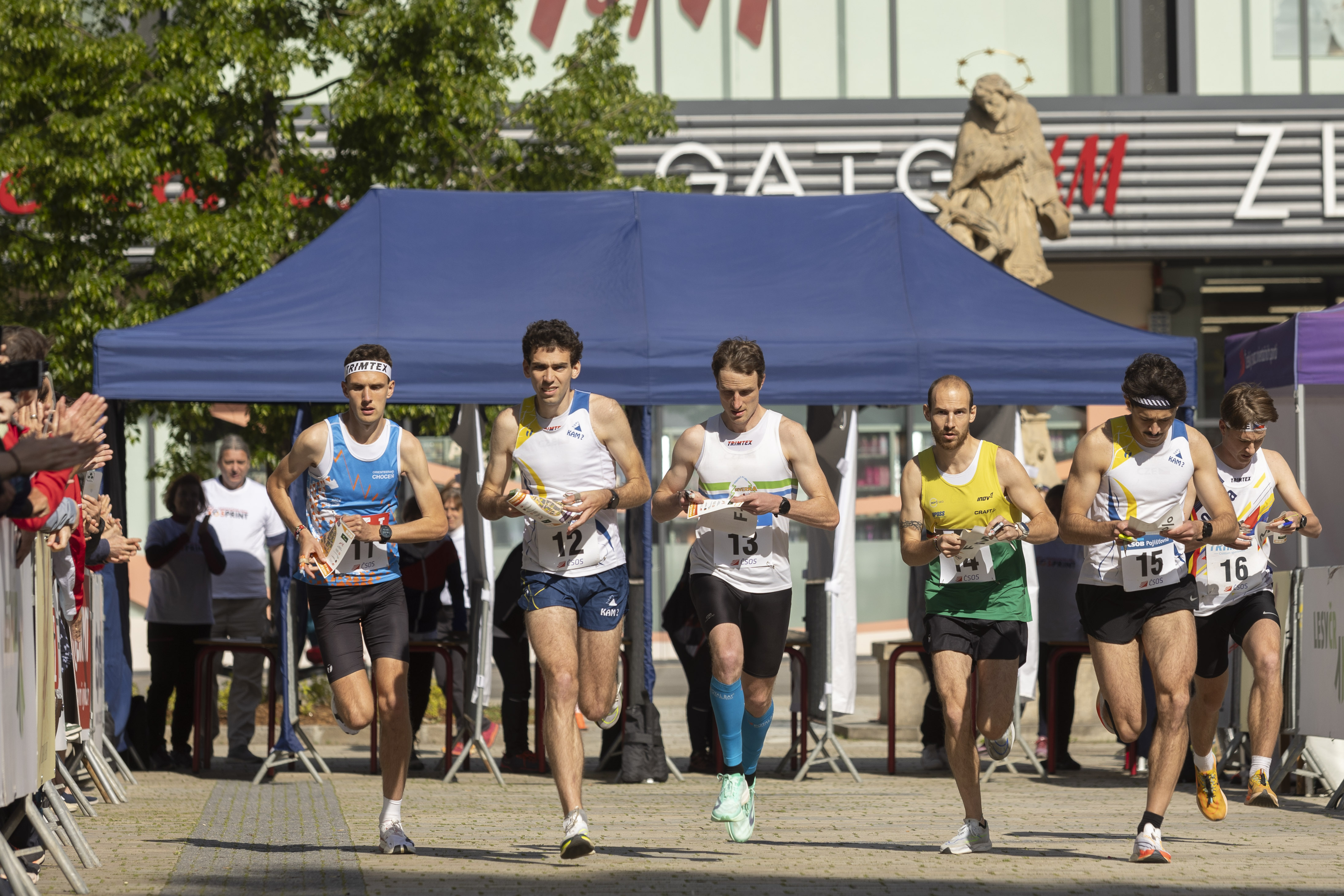
Start finále mužů
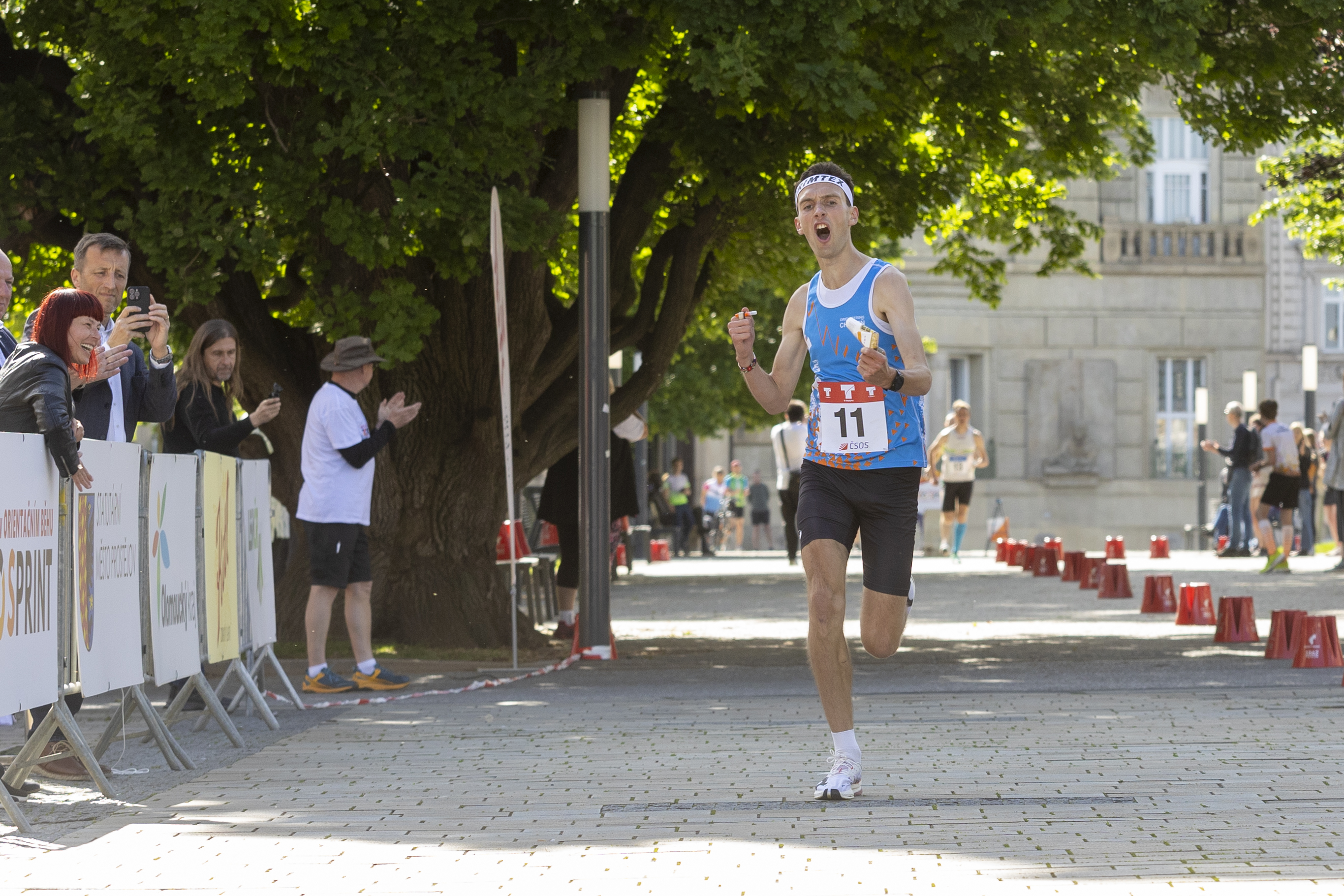
Tomáš Křivda na doběhu
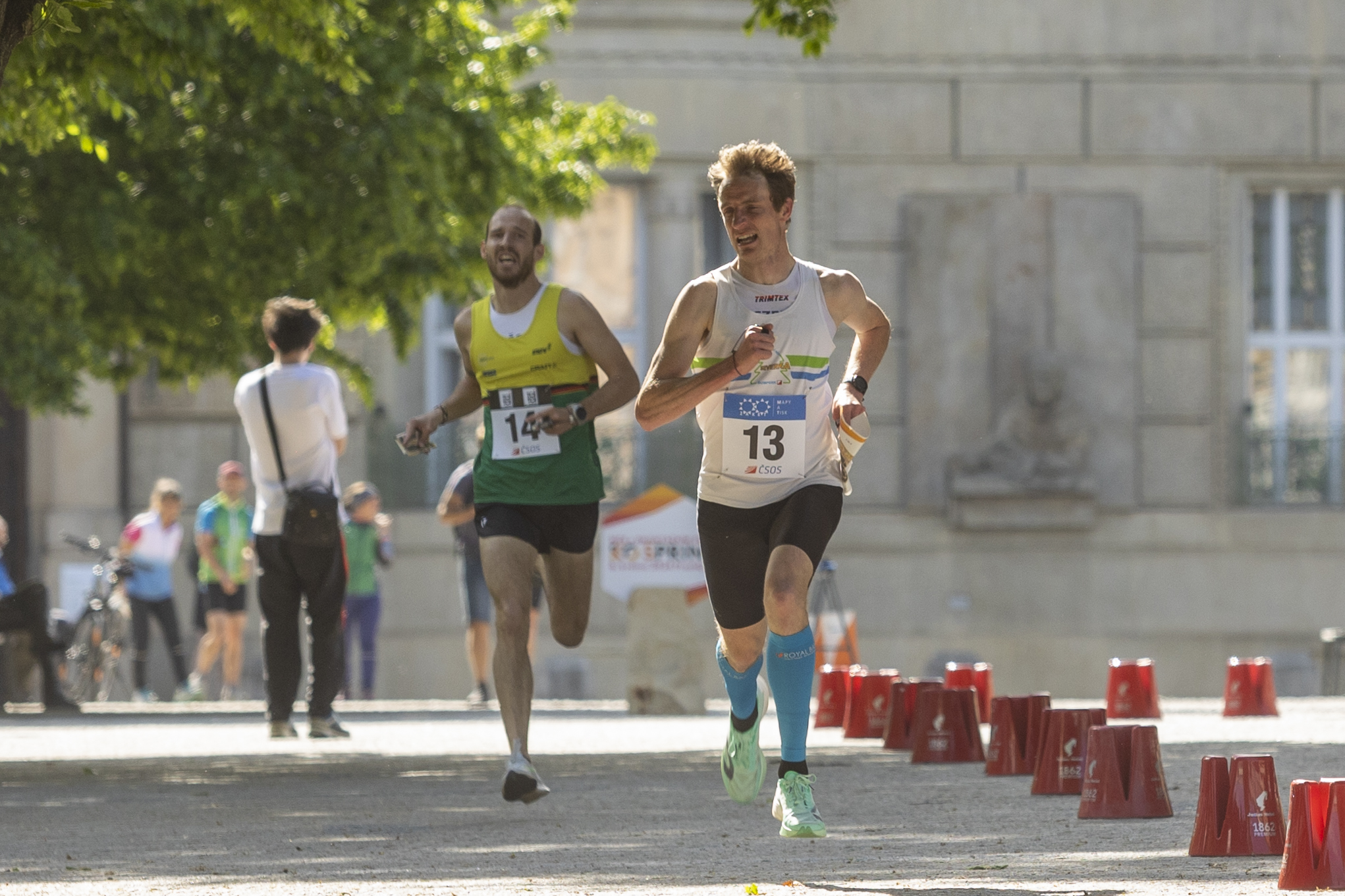
Souboj o druhé místo
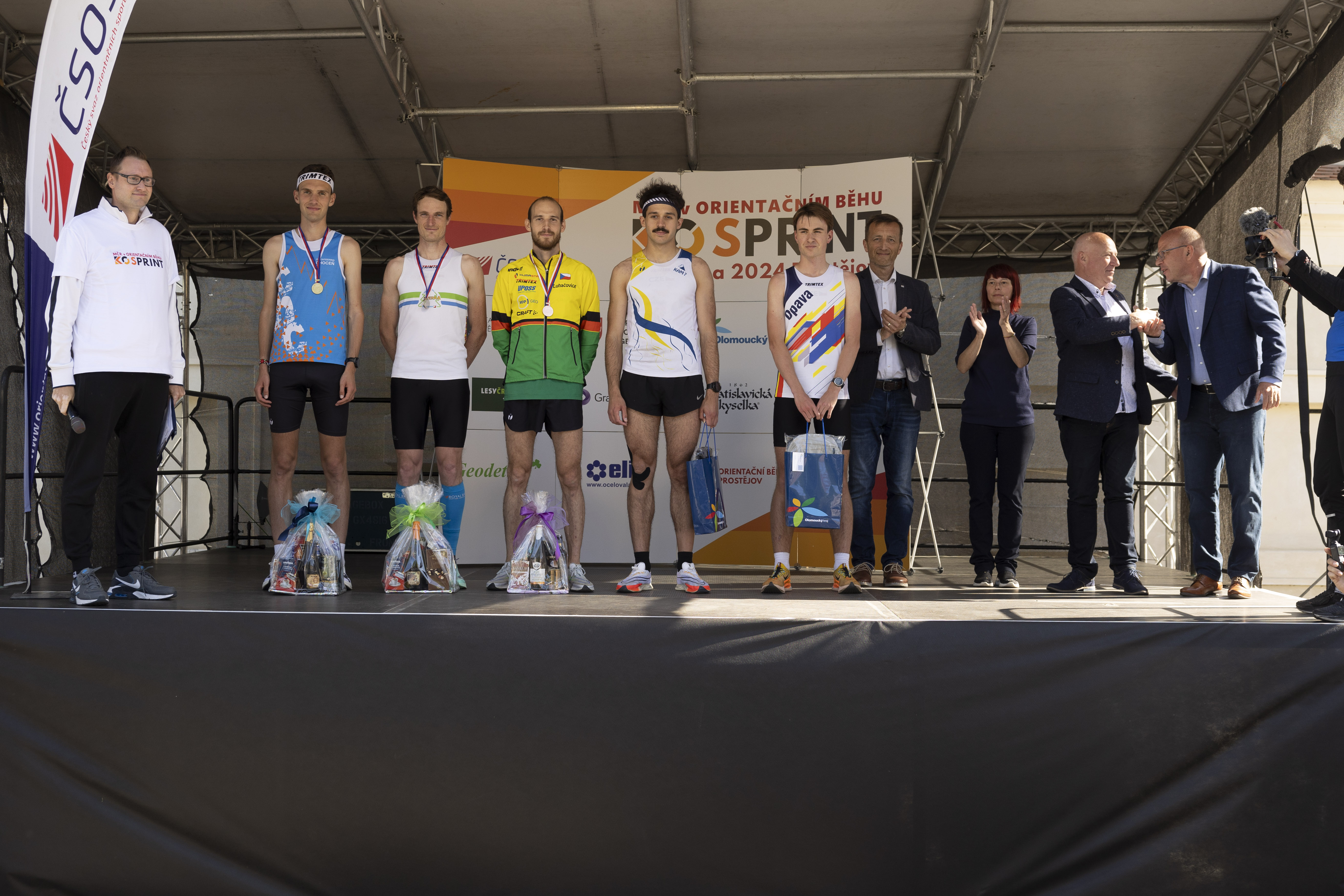
Vyhlášení mužů

| Datum závodu   | 8. 5. 2024     |  | Místo konání    | Prostějov • aréna |  | Pořadatel       | Oddíl OS SK Prostějov                            |
| Ředitel závodu | Dušan Vystavěl |  | Hlavní rozhodčí | Jan Fiala         |  | Stavitelé tratí | Jiří Otrusina, Ondřej Vystavěl, Marcel Skřivánek |
| Název mapy     | PROSTĚJOV 2024 |  | Web závodu      | www               |  | Výsledky závodu | ORIS                                             |

| Zkrácené výsledky             | Zkrácené výsledky | Zkrácené výsledky        | Zkrácené výsledky | Zkrácené výsledky | Zkrácené výsledky | Zkrácené výsledky | Zkrácené výsledky       | Zkrácené výsledky | Zkrácené výsledky |
| Pořadí                        | H21 - muži        | H21 - muži               | H21 - muži        | H21 - muži        | Pořadí            | D21 - ženy        | D21 - ženy              | D21 - ženy        | D21 - ženy        |
| ----------------------------- | ----------------- | ------------------------ | ----------------- | ----------------- | ----------------- | ----------------- | ----------------------- | ----------------- | ----------------- |
| Zlatá medaile                 | Tomáš Křivda      | K.O.B. Choceň            | 6:34              |                   | Zlatá medaile     | Barbora Matějková | OOB TJ Turnov           | 6:50              |                   |
| Stříbrná medaile              | Vojtěch Král      | SK Severka Šumperk       | 6:42              | +0:08             | Stříbrná medaile  | Ema Černá         | KOB Tretra Praha        | 6:55              | +0:05             |
| Bronzová medaile              | Jonáš Hubáček     | OOB TJ Slovan Luhačovice | 6:45              | +0:11             | Bronzová medaile  | Jana Pekařová     | OOB TJ Turnov           | 6:57              | +0:07             |
| 4                             | Jan Gajda         | OK Kamenice              | 7:15              | +0:41             | 4                 | Michaela Novotná  | OOB TJ Turnov           | 7:05              | +0:15             |
| 5                             | Jiří Kostka       | Orientační Běh Opava     | 7:47              | +0:33             | 5                 | Lucie Dittrichová | Směr Kroměříž           | 7:07              | +0:17             |
|                               | Jakub Glonek      | OK Kamenice              | disk              |                   | 6                 | Jana Peterová     | OK Lokomotiva Pardubice | 7:11              | +0:21             |
| << předchozí • následující >> |                   |                          |                   |                   |                   |                   |                         |                   |                   |

Souhrnné informace naleznete v článku Mistrovství České republiky v orientačním běhu v knock-out sprintu.

## Mistrovství ČR ve sprintu

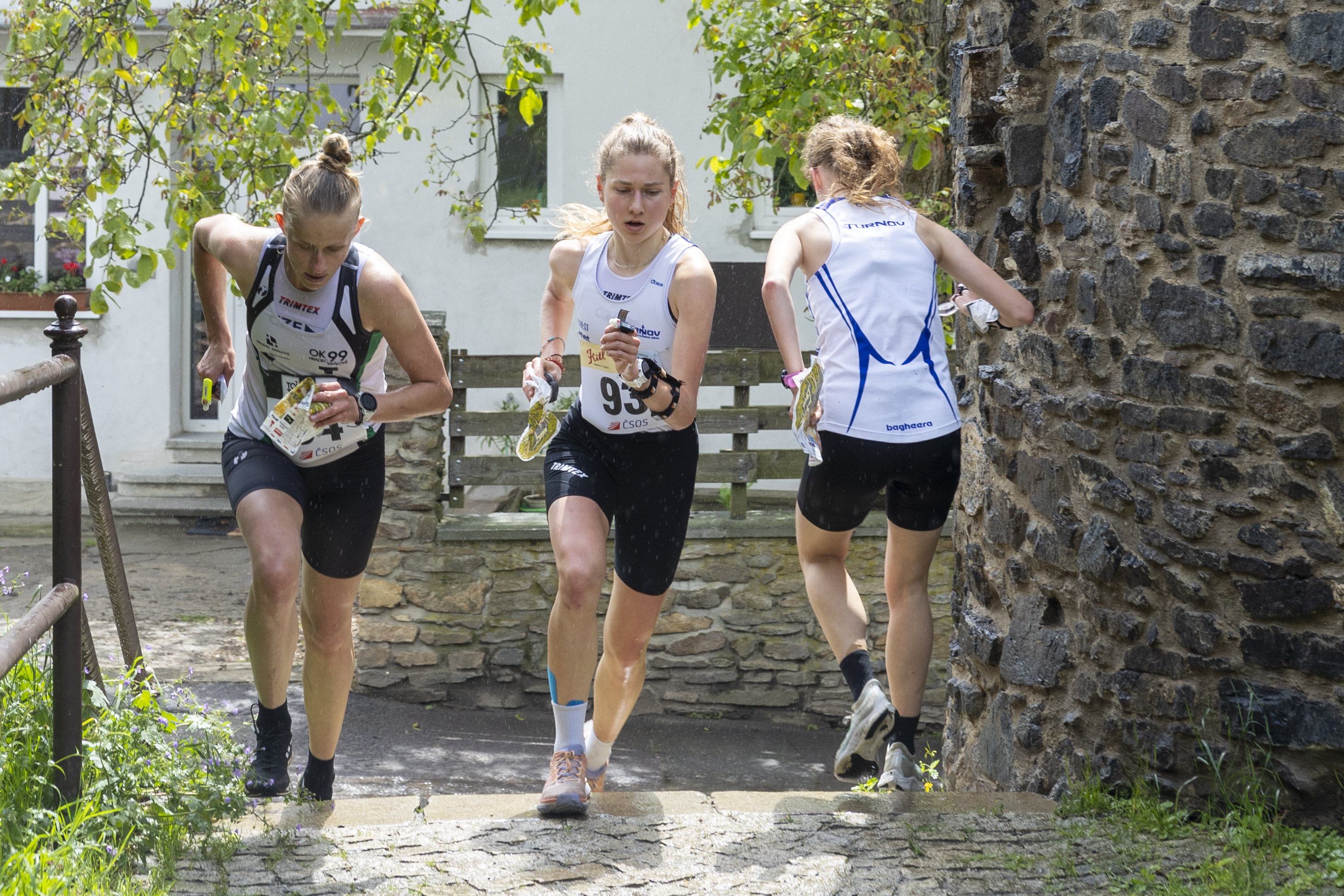
Denisa Králová a Barbora Matějková
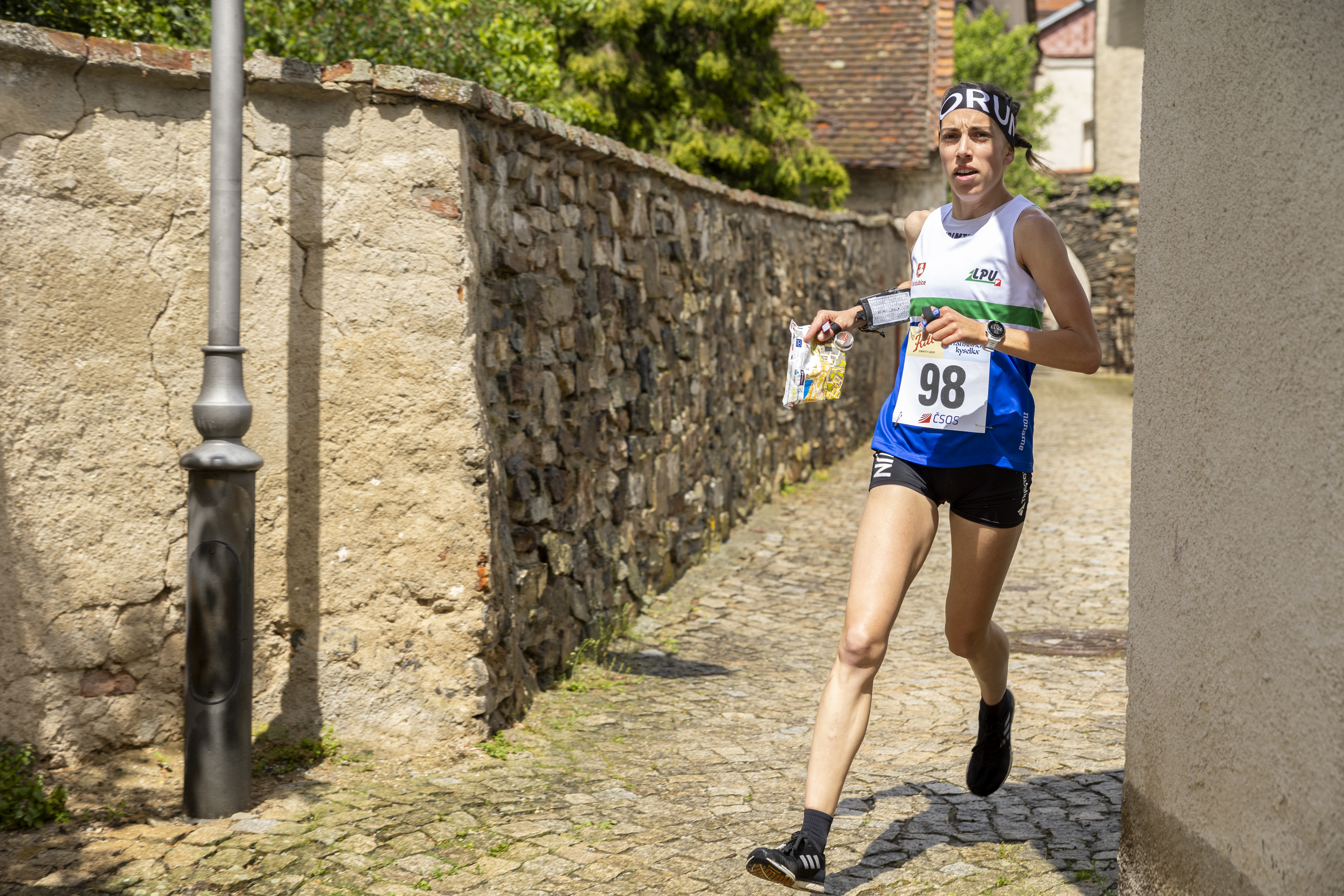
Jana Peterová
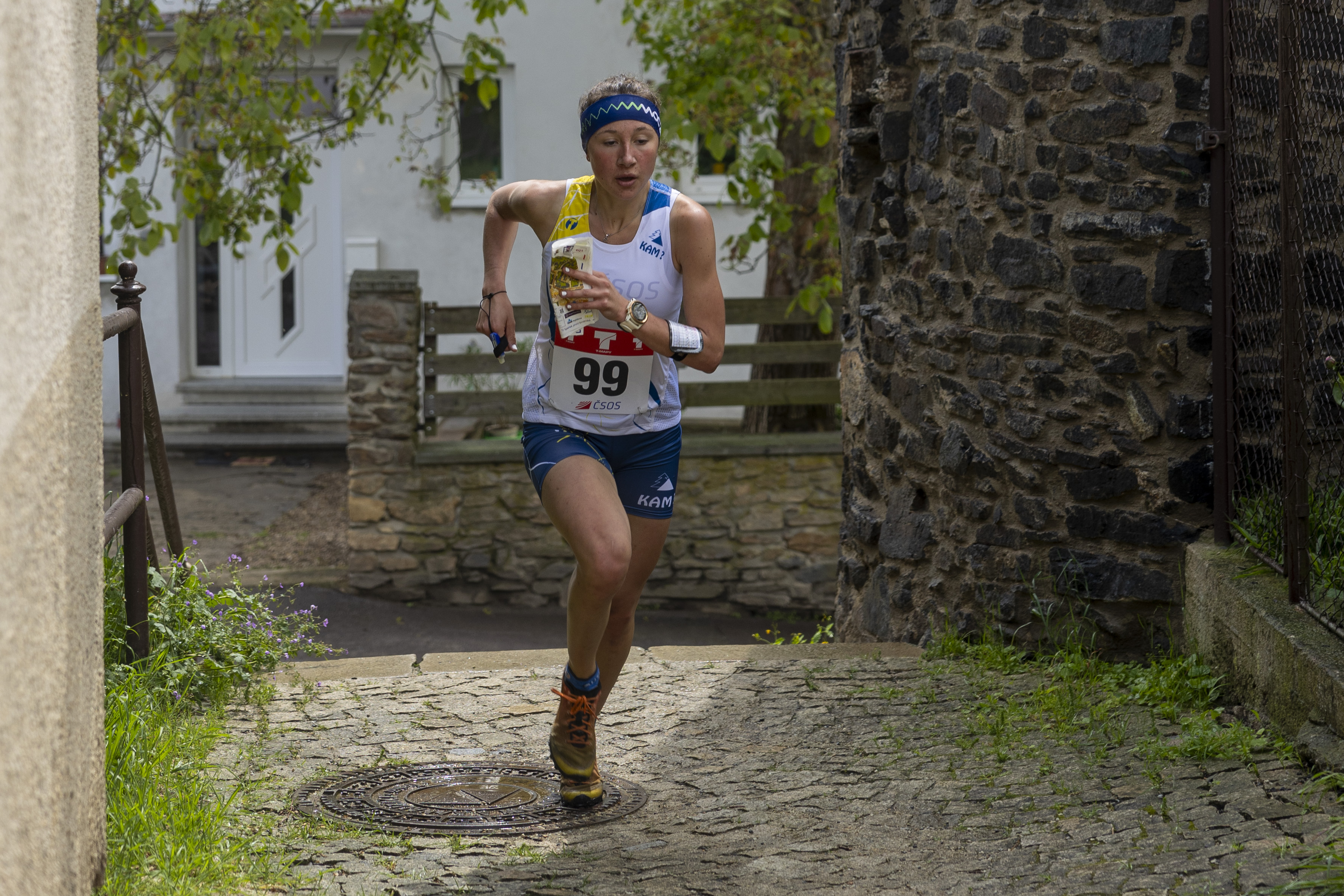
Anna Karlová
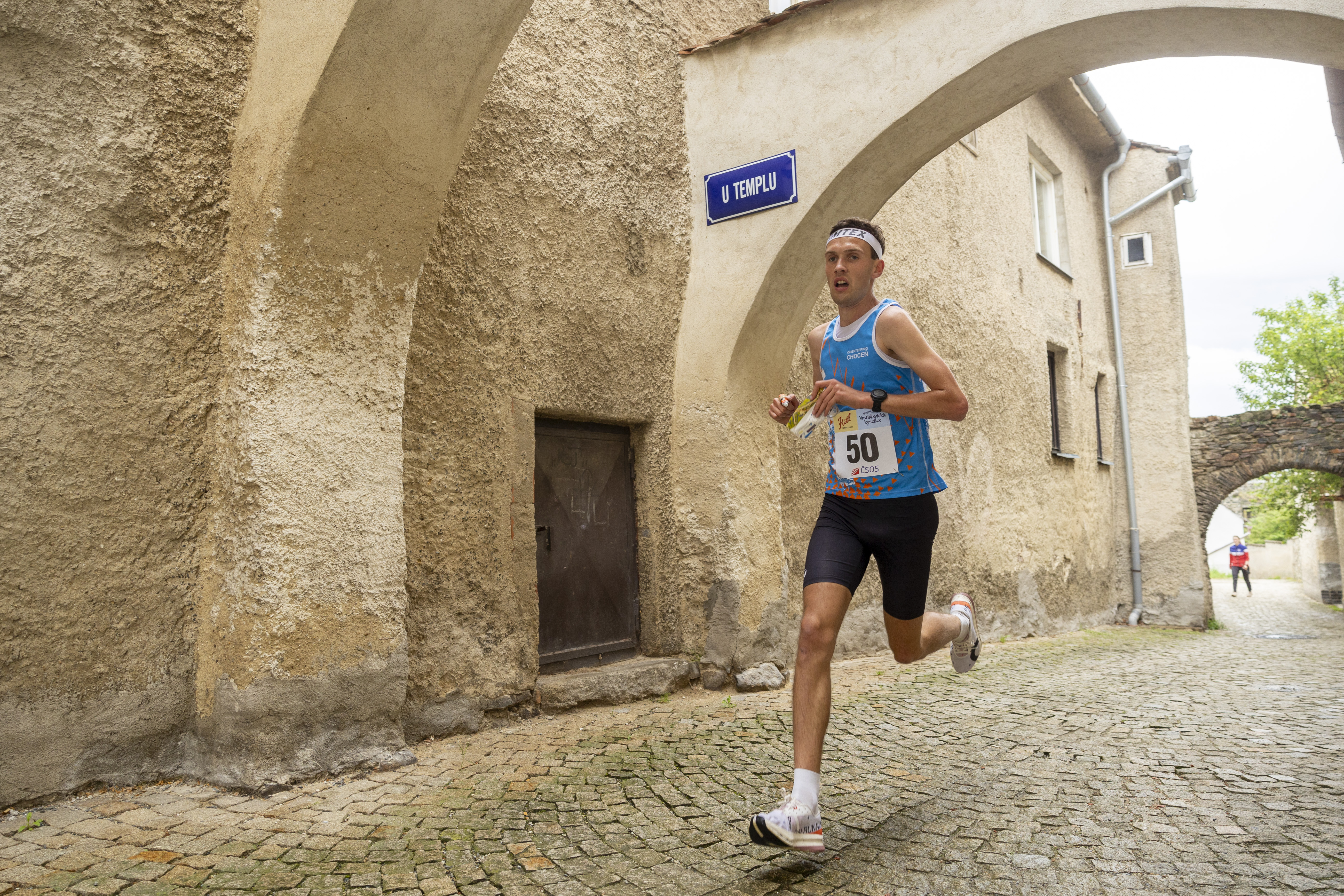
Tomáš Křivda
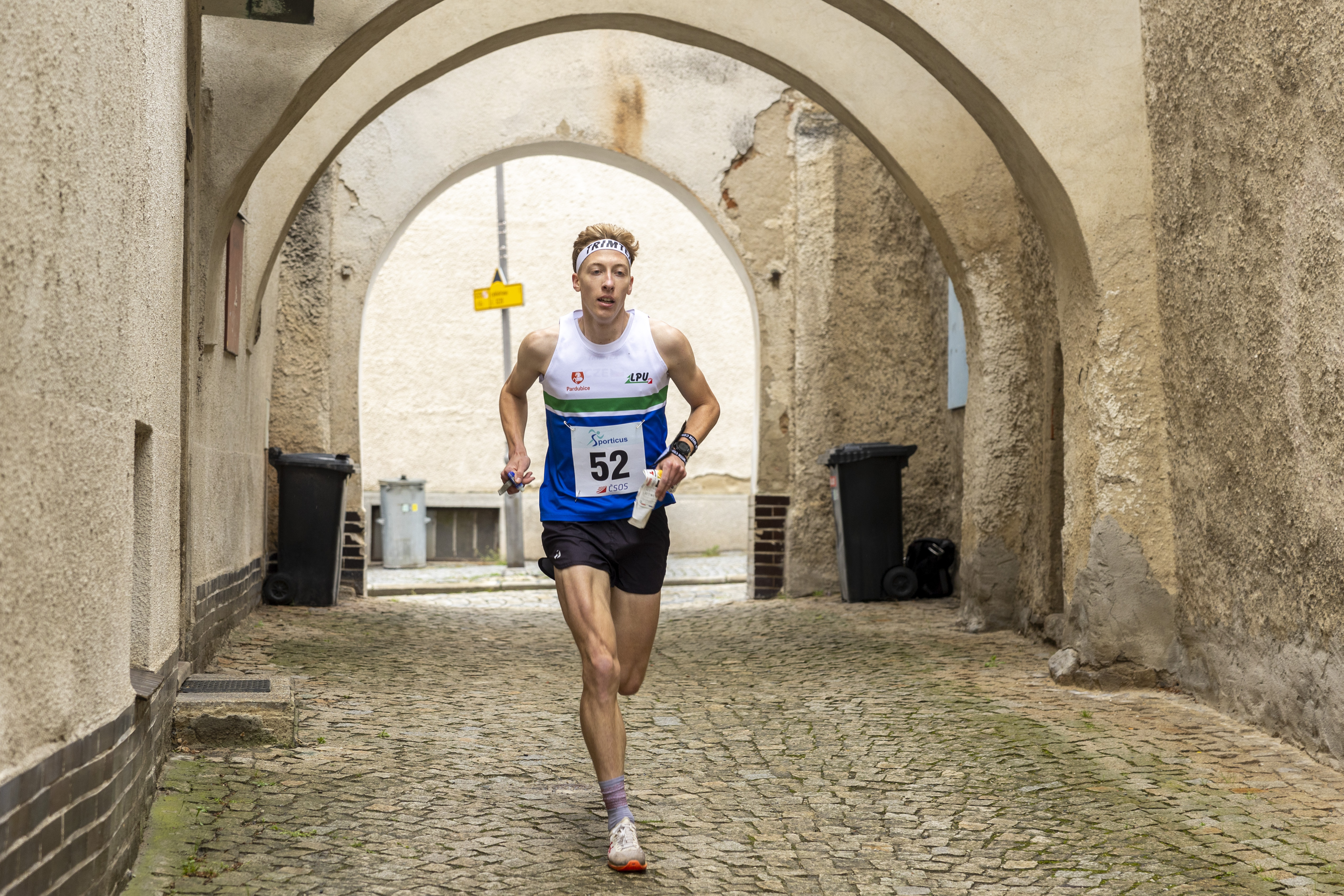
Martin Roudný
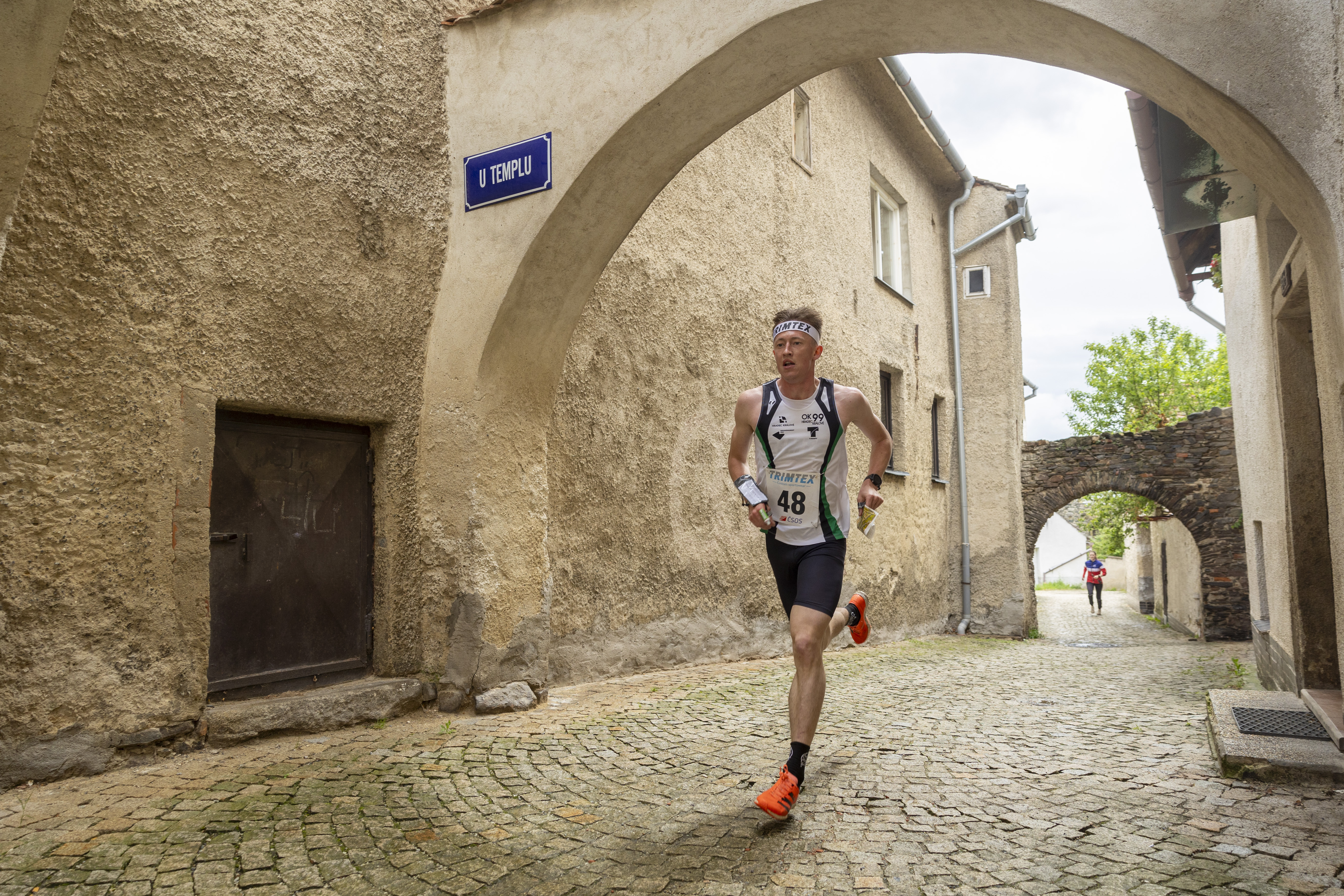
Daniel Vandas
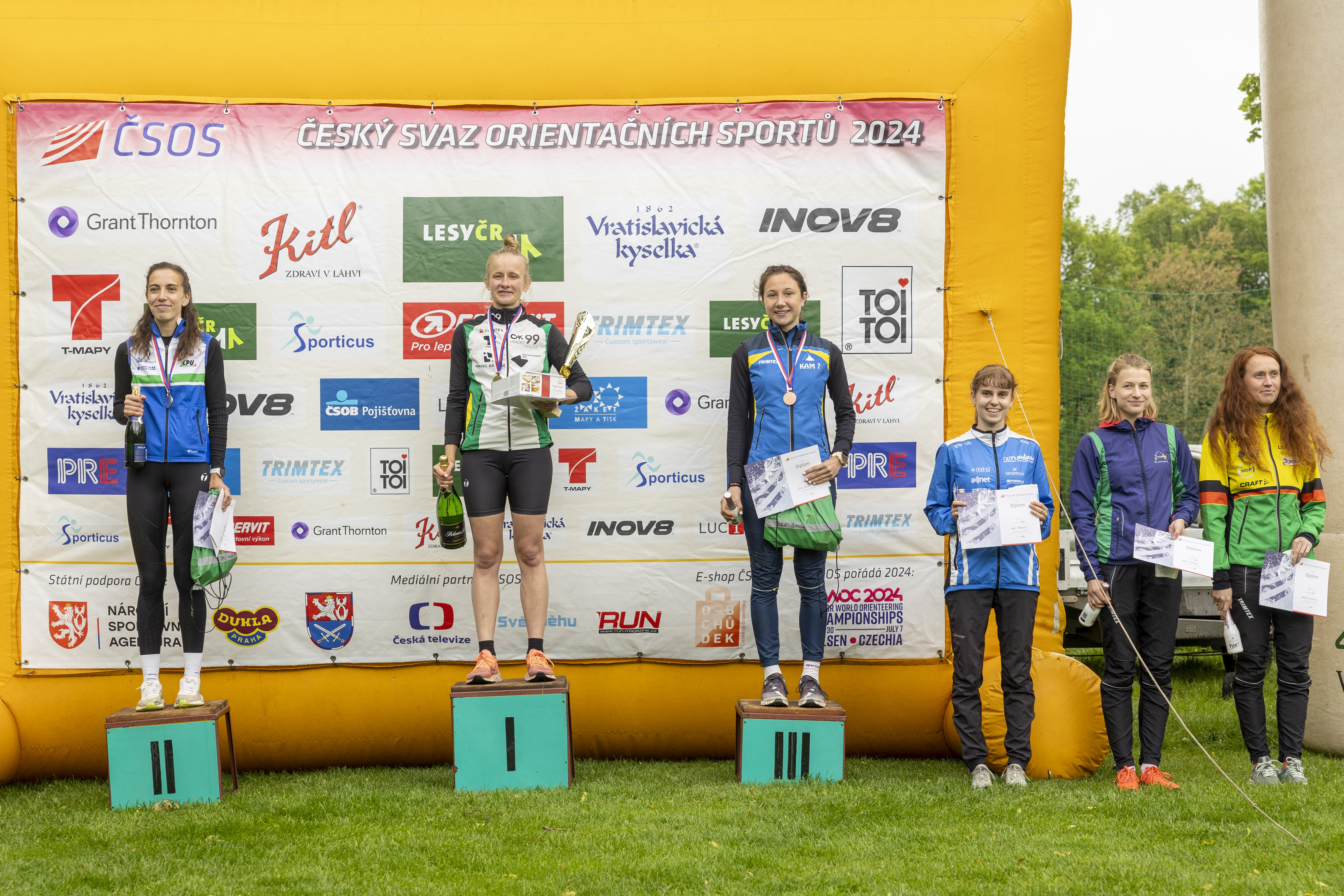
Vítězné ženy
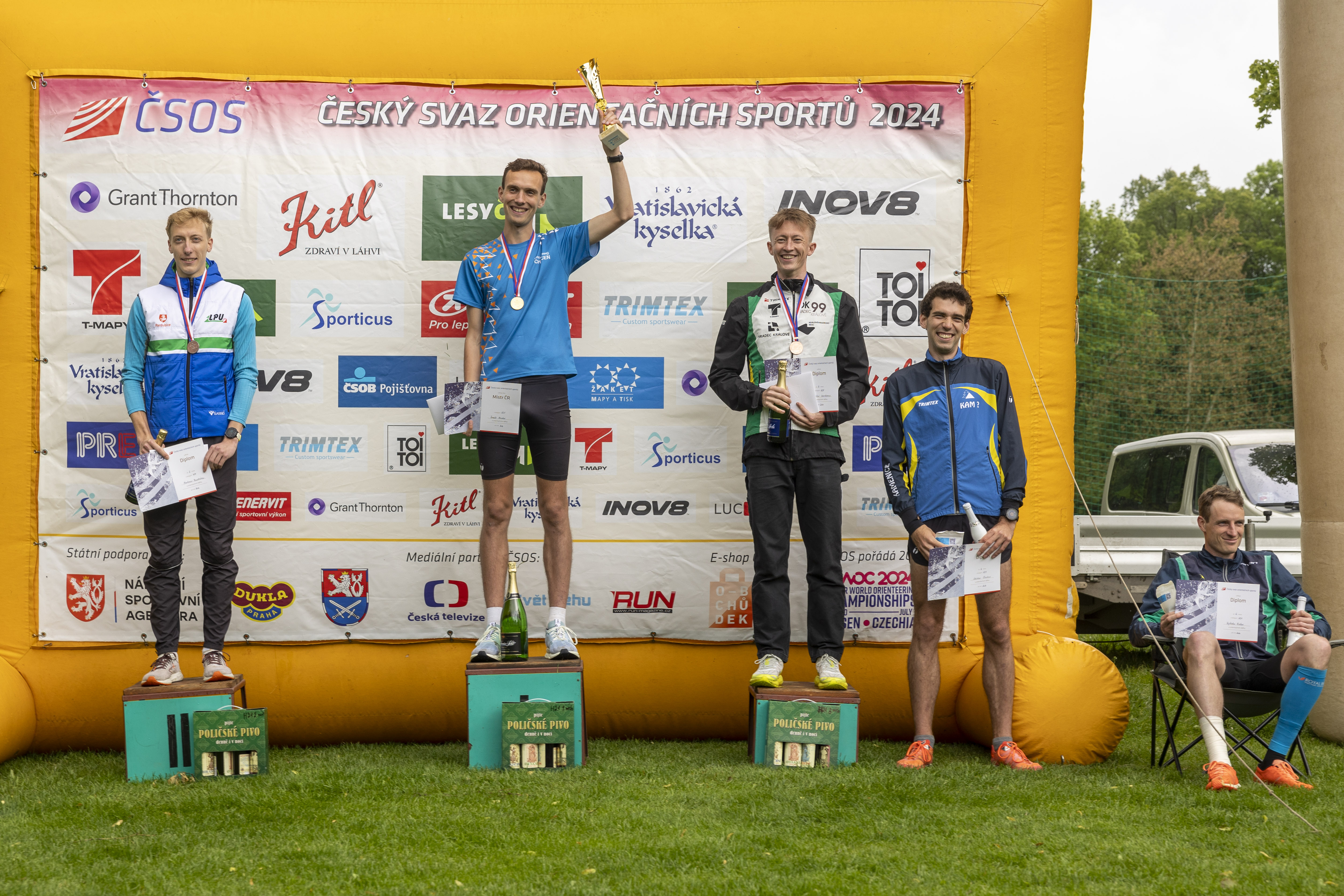
Vítězní muži
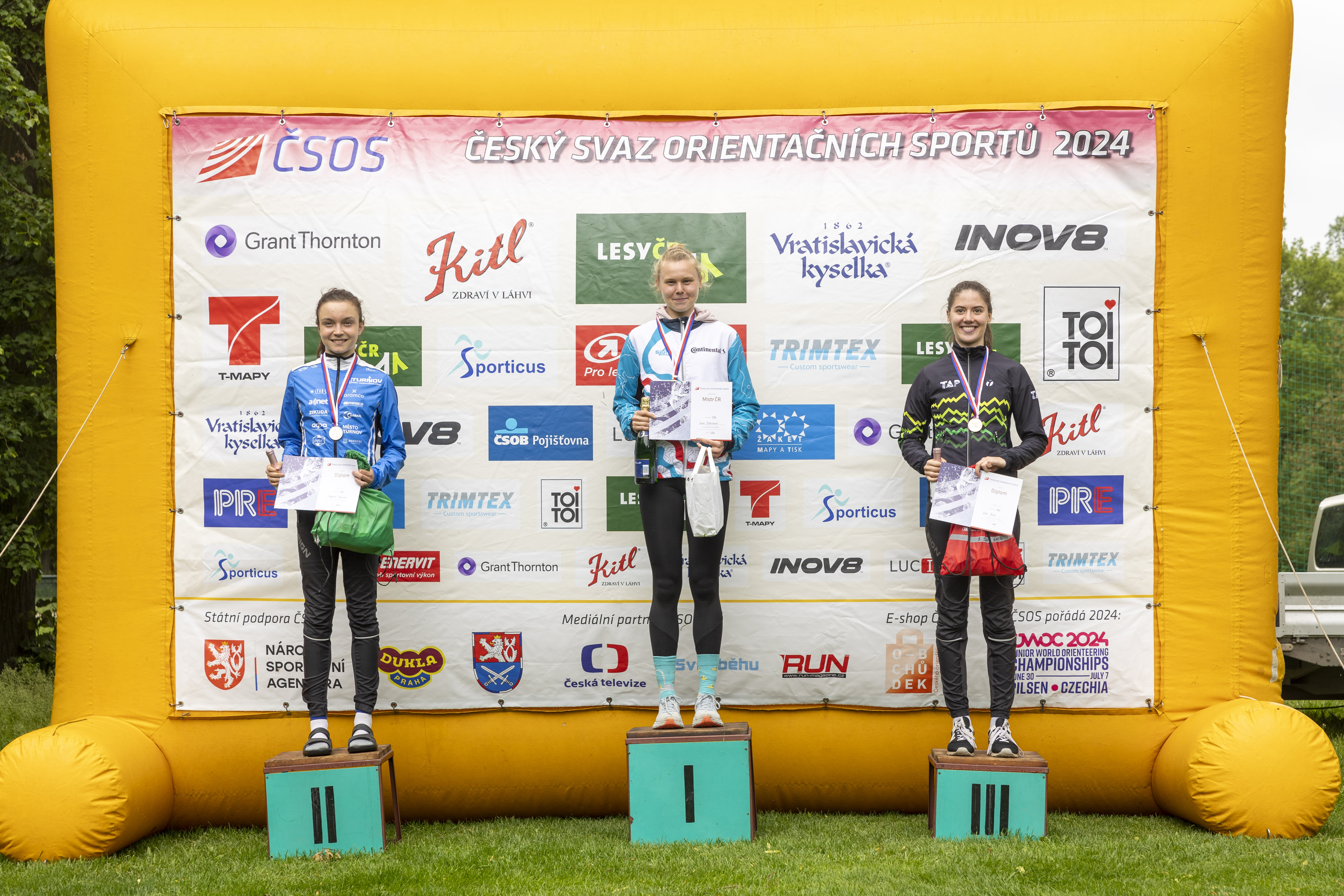
Vítězné juniorky
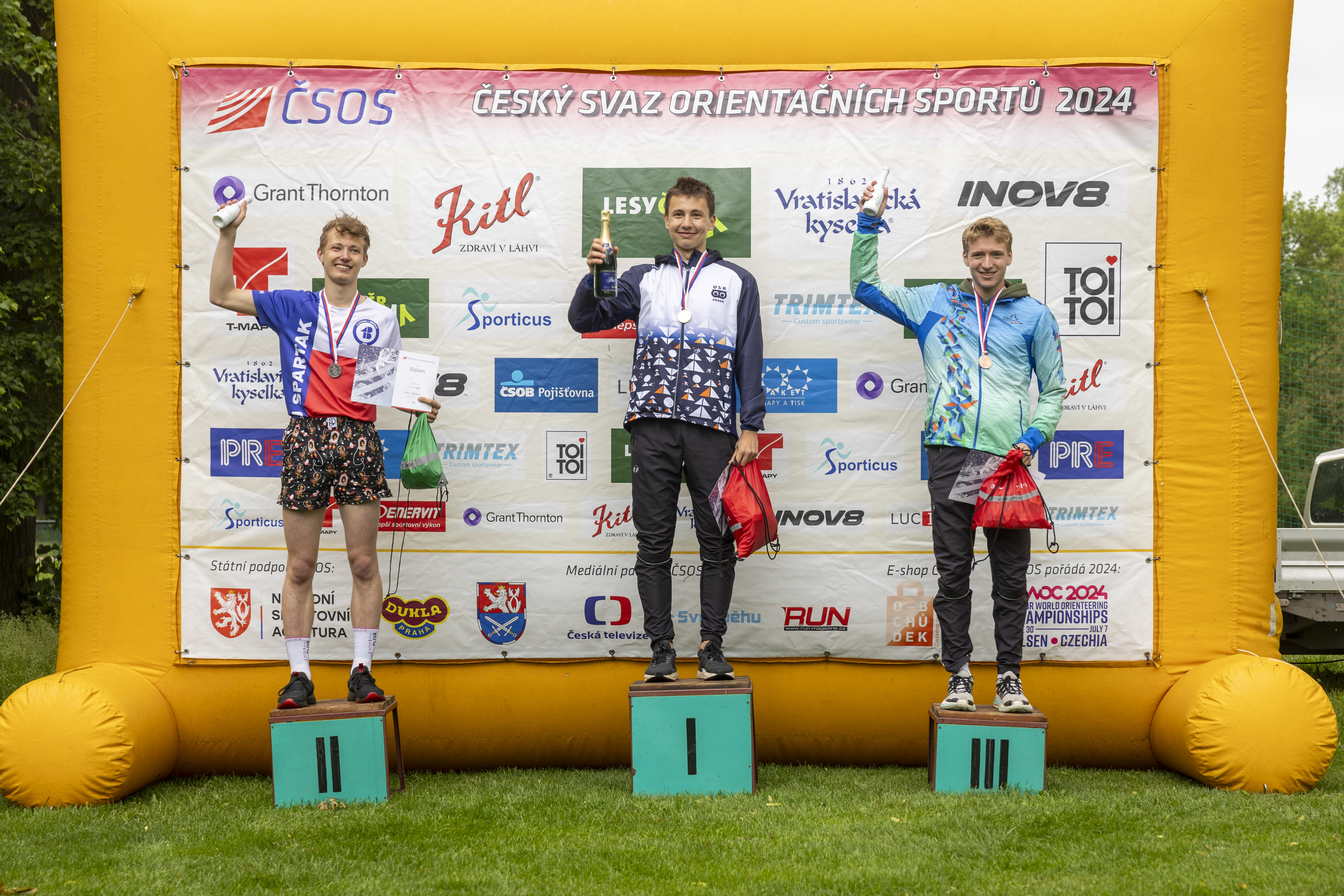
Vítězní junioři

| Datum závodu   | 18. 5. 2024   |  | Místo konání    | Jemnice • aréna |  | Pořadatel       | TJ Spartak 1. Brněnská |
| Ředitel závodu | Kamil Komenda |  | Hlavní rozhodčí | Marek Cahel     |  | Stavitelé tratí | Libor Zřídkaveselý     |
| Název mapy     | Jemnice       |  | Web závodu      | www             |  | Výsledky závodu | ORIS                   |

| Zkrácené výsledky             | Zkrácené výsledky       | Zkrácené výsledky           | Zkrácené výsledky       | Zkrácené výsledky       | Zkrácené výsledky | Zkrácené výsledky       | Zkrácené výsledky                | Zkrácené výsledky       | Zkrácené výsledky       |
| Pořadí                        | H21 - muži              | H21 - muži                  | H21 - muži              | H21 - muži              | Pořadí            | D21 - ženy              | D21 - ženy                       | D21 - ženy              | D21 - ženy              |
| ----------------------------- | ----------------------- | --------------------------- | ----------------------- | ----------------------- | ----------------- | ----------------------- | -------------------------------- | ----------------------- | ----------------------- |
| Zlatá medaile                 | Tomáš Křivda            | K.O.B. Choceň               | 14:37                   |                         | Zlatá medaile     | Denisa Kosová           | OK 99 Hradec Králové             | 14:05                   |                         |
| Stříbrná medaile              | Martin Roudný           | OK Lokomotiva Pardubice     | 14:38                   | +0:01                   | Stříbrná medaile  | Jana Peterová           | OK Lokomotiva Pardubice          | 14:39                   | +0:34                   |
| Bronzová medaile              | Daniel Vandas           | OK 99 Hradec Králové        | 14:46                   | +0:09                   | Bronzová medaile  | Anna Karlová            | OK Kamenice                      | 14:40                   | +0:35                   |
| 4                             | Jakub Glonek            | OK Kamenice                 | 14:50                   | +0:13                   | 4                 | Jana Pekařová           | OOB TJ Turnov                    | 14:50                   | +0:45                   |
| 5                             | Vojtěch Král            | SK Severka Šumperk          | 15:02                   | +0:25                   | 5                 | Anna Fürstová           | SK Severka Šumperk               | 14:55                   | +0:50                   |
| 6                             | Jonáš Hubáček           | OOB TJ Slovan Luhačovice    | 15:11                   | +0:34                   | 6                 | Vendula Horčičková      | OOB TJ Slovan Luhačovice         | 14:59                   | +0:54                   |
| 7                             | Jáchym Coufal           | SK Žabovřesky Brno          | 15:32                   | +0:55                   | 7                 | Barbora Matějková       | OOB TJ Turnov                    | 15:03                   | +0:58                   |
| 8                             | Miloš Nykodým           | SK Žabovřesky Brno          | 15:37                   | +1:00                   | 8                 | Nikola Zlámalová        | Sportcentrum Jičín               | 15:10                   | +1:05                   |
| 9                             | Jan Gajda               | OK Kamenice                 | 15:43                   | +1:06                   | 9                 | Lucie Semíková          | OK Kamenice                      | 15:13                   | +1:08                   |
| 10                            | Vít Čech                | OK Kamenice                 | 15:44                   | +1:07                   | 10                | Johanka Šimková         | SK Žabovřesky Brno               | 15:21                   | +1:16                   |
| Pořadí                        | H20 - junioři           | H20 - junioři               | H20 - junioři           | H20 - junioři           | Pořadí            | D20 - juniorky          | D20 - juniorky                   | D20 - juniorky          | D20 - juniorky          |
| Zlatá medaile                 | Daniel Bolehovský       | USK Praha                   | 12:00                   |                         | Zlatá medaile     | Lucie Dittrichová       | KOB Směr Kroměříž                | 13:00                   |                         |
| Stříbrná medaile              | Jan Strýček             | TJ Spartak 1. Brněnská      | 12:13                   | +0:13                   | Stříbrná medaile  | Michaela Novotná        | OOB TJ Turnov                    | 13:33                   | +0:33                   |
| Bronzová medaile              | Jiří Donda              | SKOB Ostrov                 | 12:14                   | +0:14                   | Bronzová medaile  | Ema Černá               | KOB TRETRA Praha                 | 13:37                   | +0:37                   |
| Pořadí                        | H18 - starší dorostenci | H18 - starší dorostenci     | H18 - starší dorostenci | H18 - starší dorostenci | Pořadí            | D18 - starší dorostenky | D18 - starší dorostenky          | D18 - starší dorostenky | D18 - starší dorostenky |
| Zlatá medaile                 | Tomáš Urbánek           | SK Žabovřesky Brno          | 11:37                   |                         | Zlatá medaile     | Hana Vítková            | OK Jihlava                       | 12:35                   |                         |
| Stříbrná medaile              | Filip Hanuš             | OOS TJ Spartak Vrchlabí     | 11:39                   | +0:02                   | Stříbrná medaile  | Viktorie Škáchová       | Oddíl OB Kotlářka                | 13:22                   | +0:47                   |
| Bronzová medaile              | Vladimír Srb            | OK Lokomotiva Pardubice     | 11:44                   | +0:07                   | Bronzová medaile  | Kateřina Kožíšková      | Západočeské sportovní centrum OB | 13:25                   | +0:50                   |
| Pořadí                        | H16 - mladší dorostenci | H16 - mladší dorostenci     | H16 - mladší dorostenci | H16 - mladší dorostenci | Pořadí            | D16 - mladší dorostenky | D16 - mladší dorostenky          | D16 - mladší dorostenky | D16 - mladší dorostenky |
| Zlatá medaile                 | Matěj Šebelka           | Slavia Liberec orienteering | 10:32                   |                         | Zlatá medaile     | Barbora Strýčková       | TJ Spartak 1. Brněnská           | 12:06                   |                         |
| Stříbrná medaile              | Jiří Zápotocký          | SK Praga                    | 10:39                   | +0:07                   | Stříbrná medaile  | Markéta Hanušová        | OOS TJ Spartak Vrchlabí          | 12:17                   | +0:11                   |
| Bronzová medaile              | Ondřej Štěpánek         | KOS TJ Tesla Brno           | 10:43                   | +0:11                   | Bronzová medaile  | Carolina Mullis         | Oddíl OB Kotlářka                | 12:18                   | +0:12                   |
| << předchozí • následující >> |                         |                             |                         |                         |                   |                         |                                  |                         |                         |

Souhrnné informace naleznete v článku Mistrovství České republiky v orientačním běhu ve sprintu.

## Mistrovství ČR sprintových štafet
| Datum závodu   | 19. 5. 2024         |  | Místo konání    | Moravské Budějovice • aréna |  | Pořadatel       | TJ Spartak 1. Brněnská |
| Ředitel závodu | Kamil Komenda       |  | Hlavní rozhodčí | Jiří Otrusina               |  | Stavitelé tratí | Libor Zřídkaveselý     |
| Název mapy     | Moravské Budějovice |  | Web závodu      | www                         |  | Výsledky závodu | ORIS                   |

| Zkrácené výsledky             | Zkrácené výsledky                                                                           | Zkrácené výsledky | Zkrácené výsledky | Zkrácené výsledky | Zkrácené výsledky                                                                               | Zkrácené výsledky | Zkrácené výsledky | Zkrácené výsledky | Zkrácené výsledky |
| Pořadí                        | DH21 - dospělí                                                                              | DH21 - dospělí    | DH21 - dospělí    | Pořadí            | DH18 - dorost                                                                                   | DH18 - dorost     | DH18 - dorost     |                   |                   |
| ----------------------------- | ------------------------------------------------------------------------------------------- | ----------------- | ----------------- | ----------------- | ----------------------------------------------------------------------------------------------- | ----------------- | ----------------- | ----------------- | ----------------- |
| Zlatá medaile                 | OK Lokomotiva Pardubice Michaela Srbová Tomáš Kubelka Martin Roudný Jana Peterová           | 1:01:29           |                   | Zlatá medaile     | OK Lokomotiva Pardubice Terezie Šmídová Vladimír Srb Filip Hanuš Kateřina Švíglerová            | 1:00:54           |                   |                   |                   |
| Stříbrná medaile              | OOB TJ Slovan Luhačovice Michaela Dittrichová Martin Roháč Jonáš Hubáček Vendula Horčičková | 1:01:58           | +0:29             | Stříbrná medaile  | SK Praga Barbora Štemberová Eliáš Kosák Jiří Zápotocký Kateřina Štěpová                         | 1:02:01           | +1:07             |                   |                   |
| Bronzová medaile              | OK Kamenice Anna Karlová Jan Gajda Jakub Glonek Lucie Semíková                              | 1:02:27           | +0:58             | Bronzová medaile  | SK Žabovřesky Brno Eliška Tomanová Martin Bulička Tomáš Urbánek Rea Coufalová                   | 1:02:21           | +1:27             |                   |                   |
| 4                             | OK 99 Hradec Králové Tereza Kosová Ondřej Metelka Daniel Vandas Denisa Kosová               | 1:02:51           | +1:22             | 4                 | Západočeské sportovní centrum OB Tereza Stehlíková Jakub Turek Jakub Stehlík Kateřina Kožíšková | 1:02:27           | +1:33             |                   |                   |
| 5                             | OOB TJ Turnov Barbora Matějková Jeroným Kamenický Kryštof Hájek Jana Pekařová               | 1:03:22           | +1:53             | 5                 | KOS TJ Tesla Brno Johana Čechová Ondřej Štěpánek Jan Štěpánek Ema Fuchsová                      | 1:02:34           | +1:40             |                   |                   |
| << předchozí • následující >> |                                                                                             |                   |                   |                   |                                                                                                 |                   |                   |                   |                   |

Souhrnné informace naleznete v článku Mistrovství České republiky v orientačním běhu sprintových štafet.

## Mistrovství ČR na krátké trati

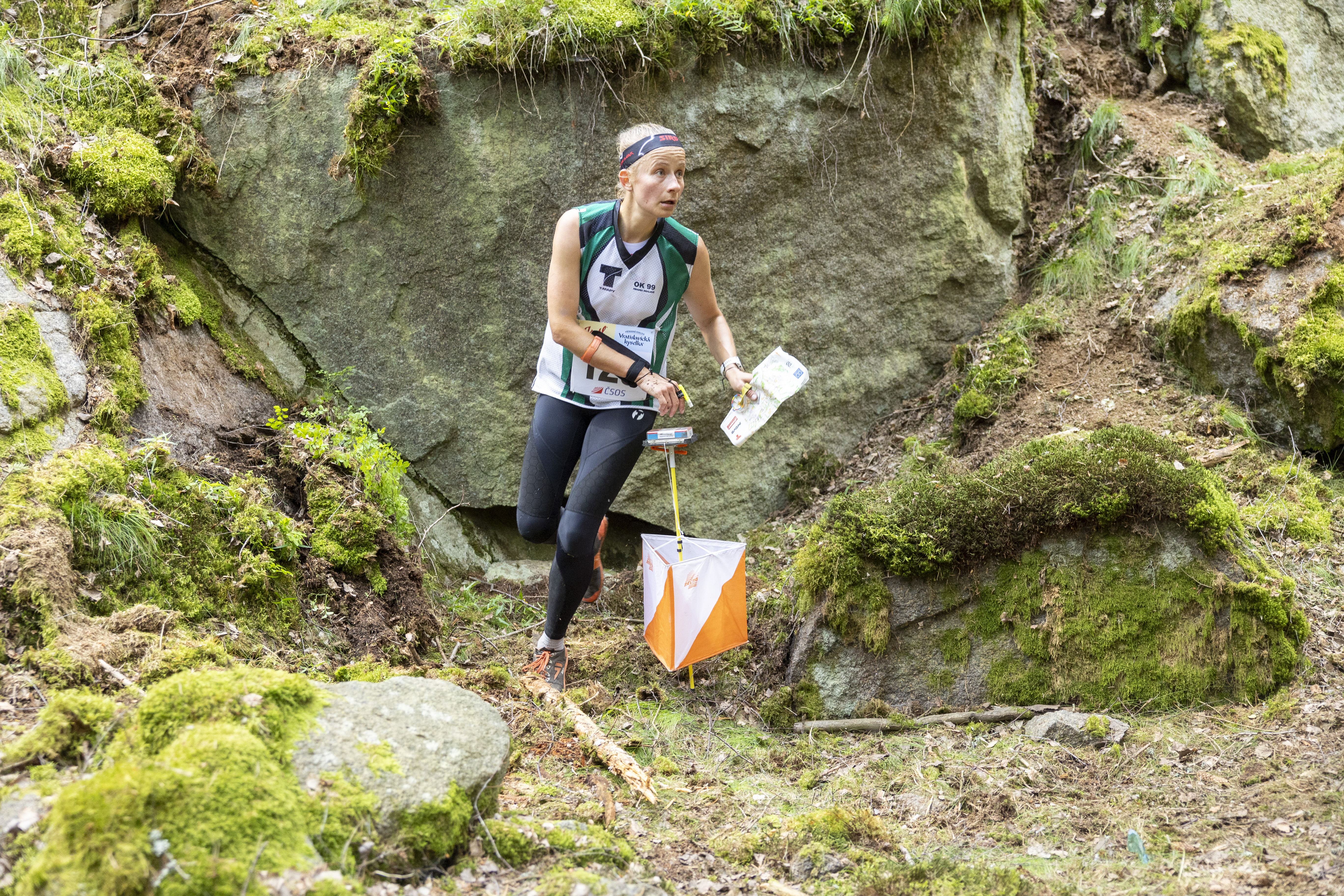
Denisa Kosová
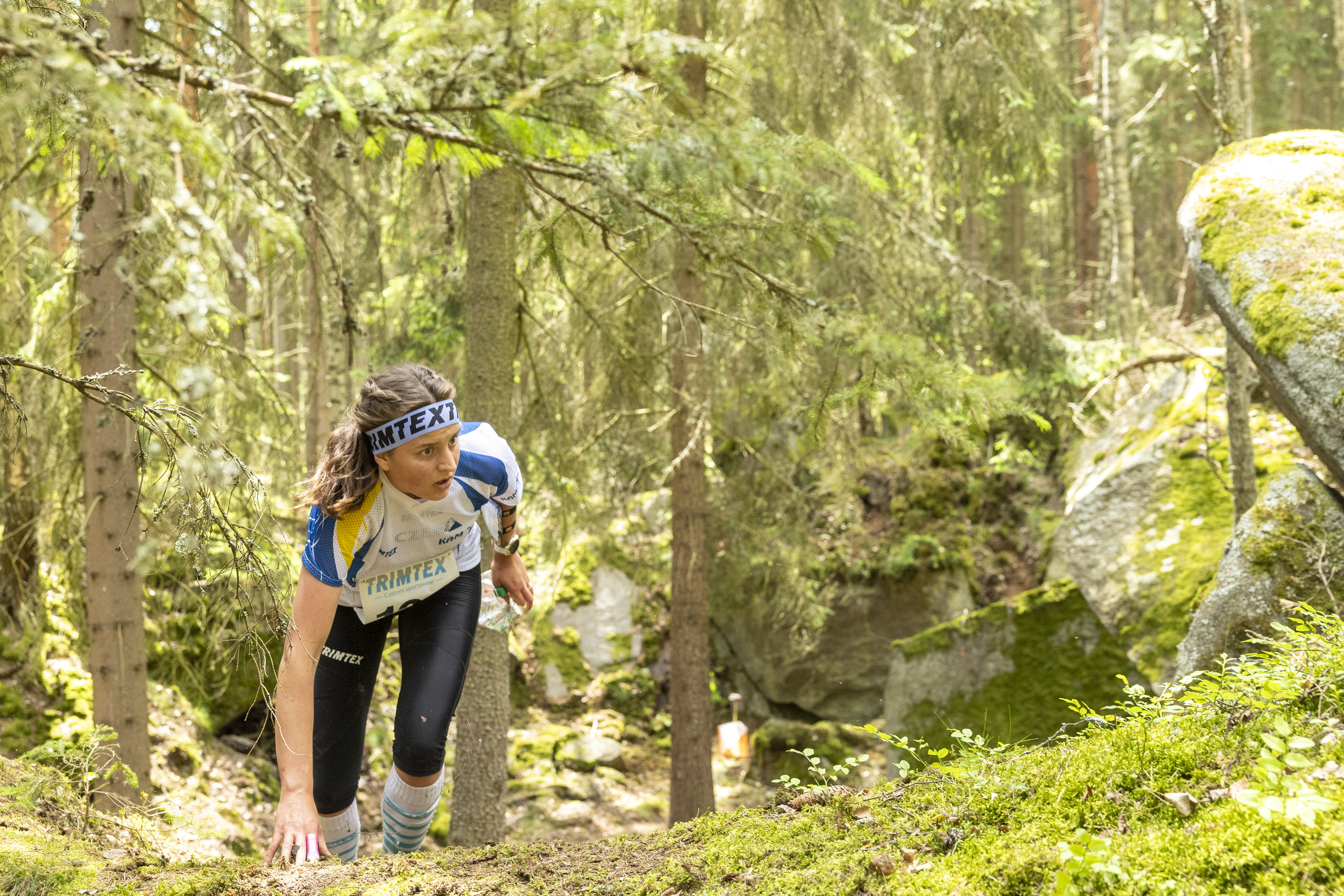
Lucie Semíková
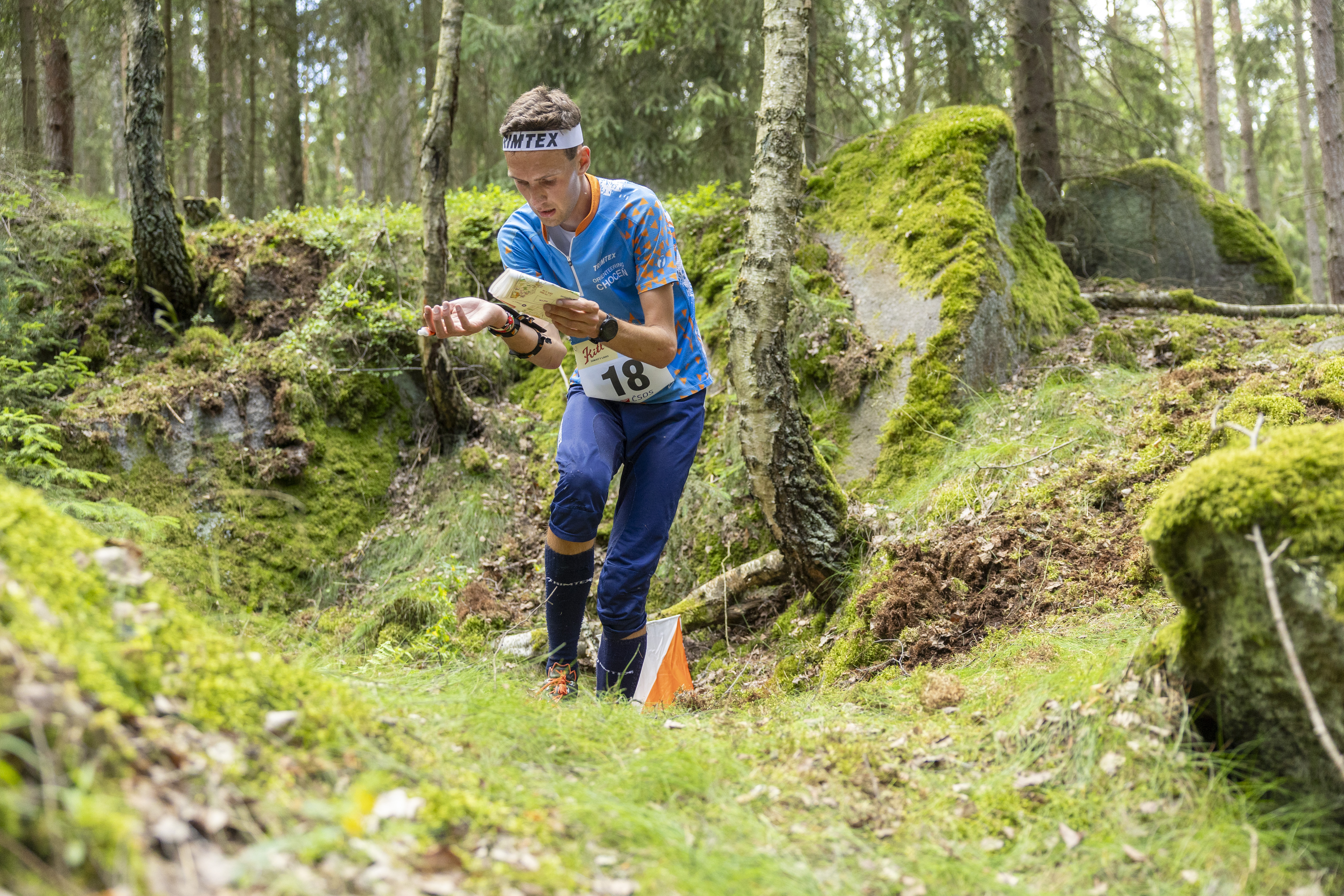
Tomáš Křivda
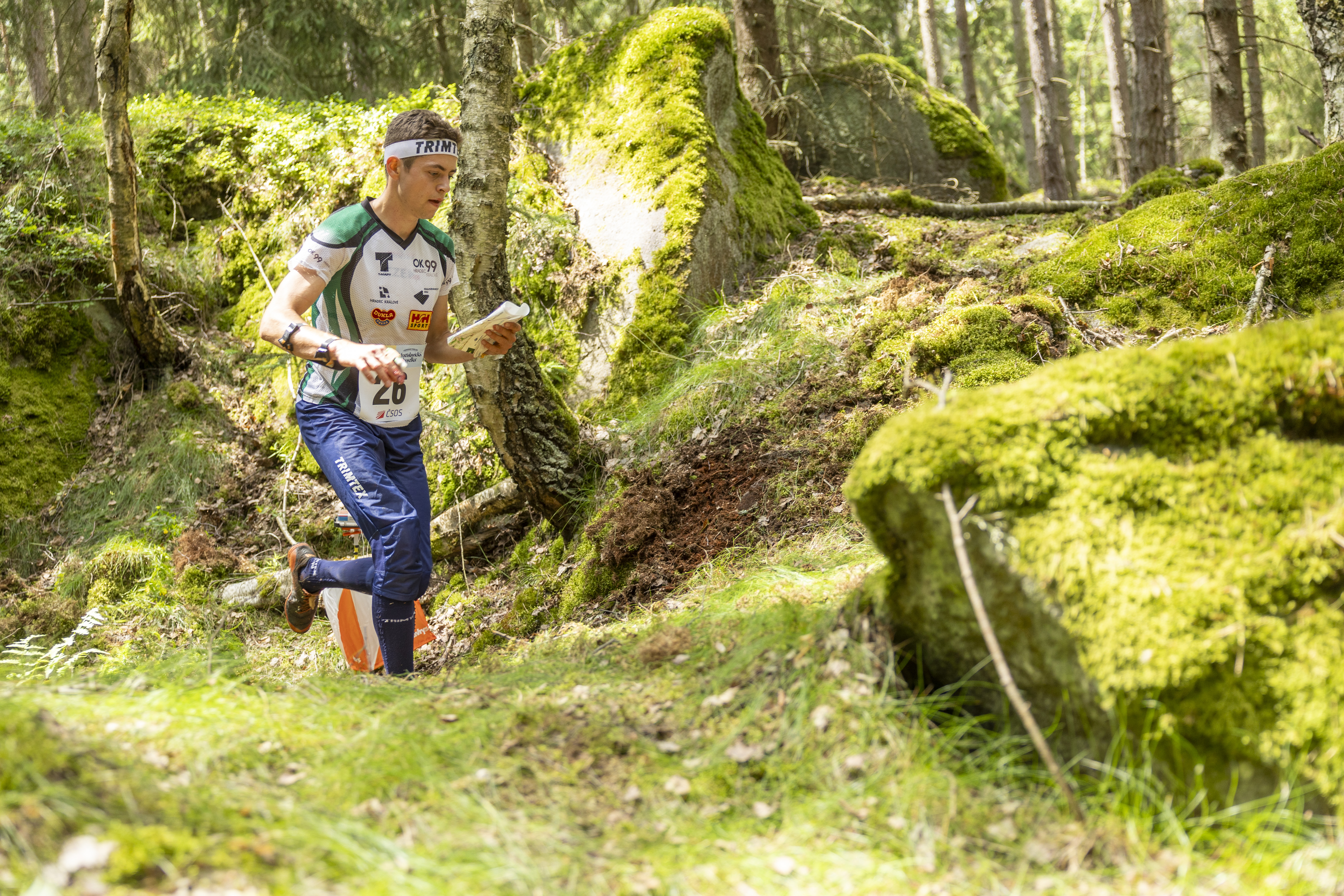
Jakub Chaloupský
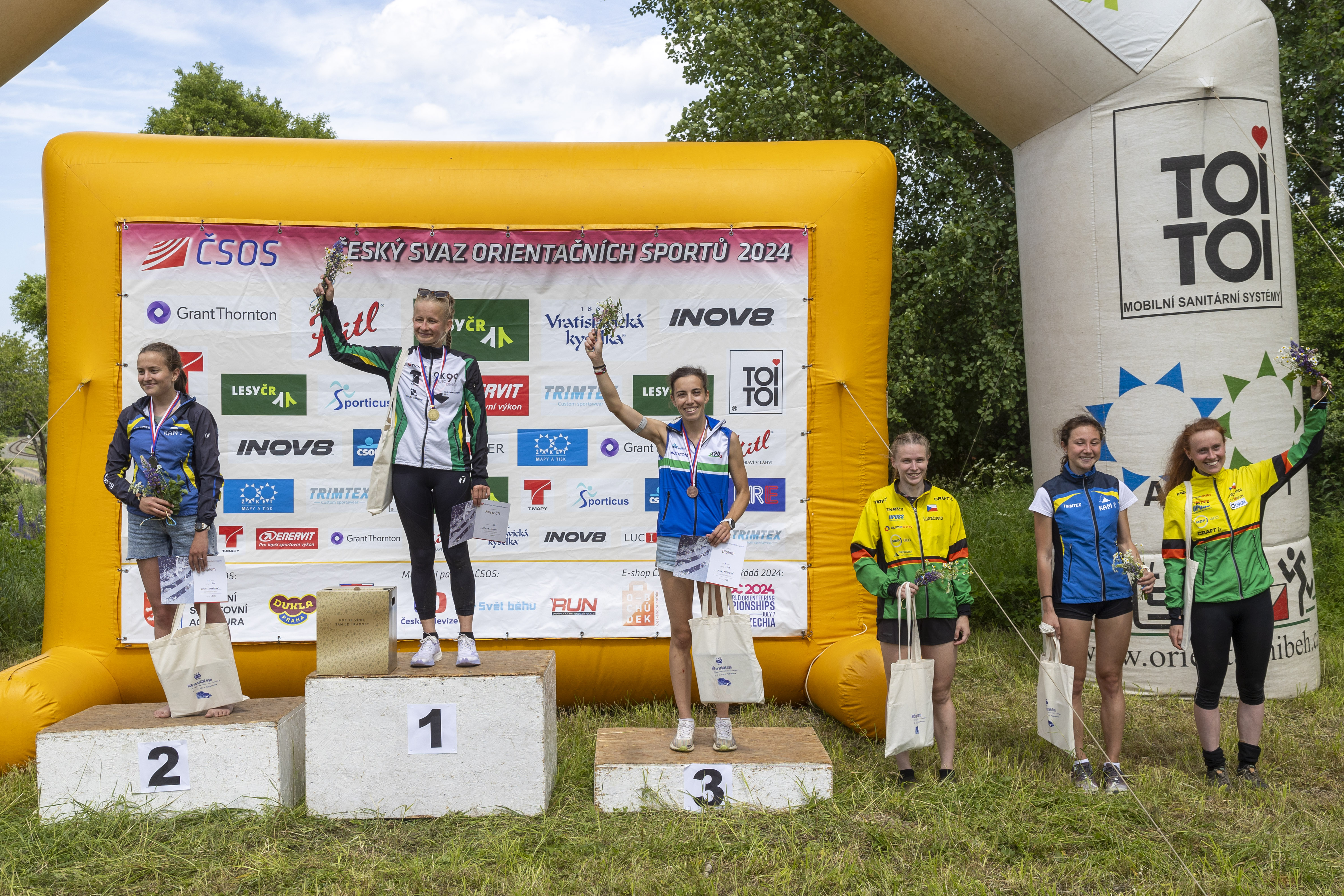
D21 - ženy
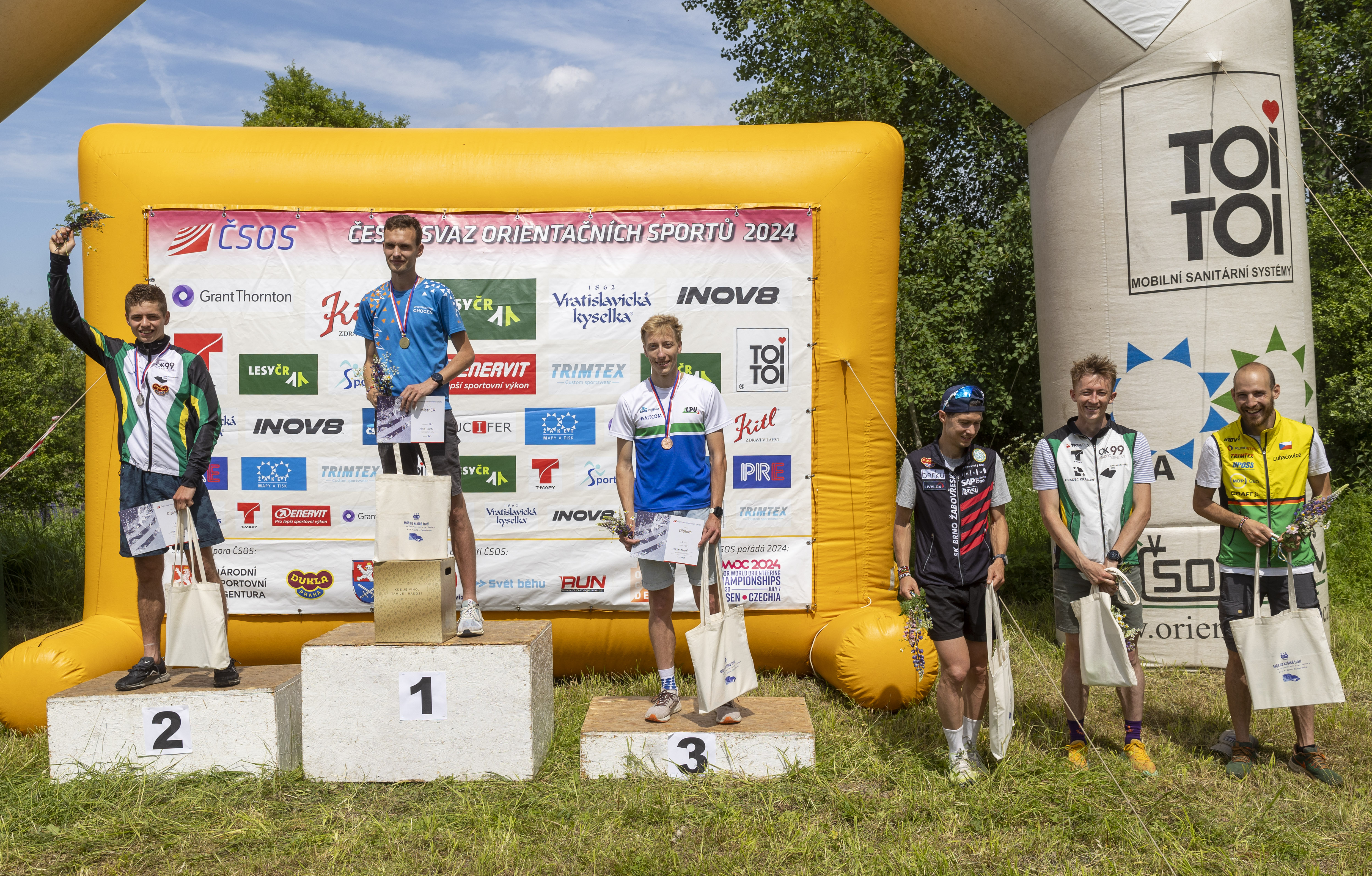
H21 - muži
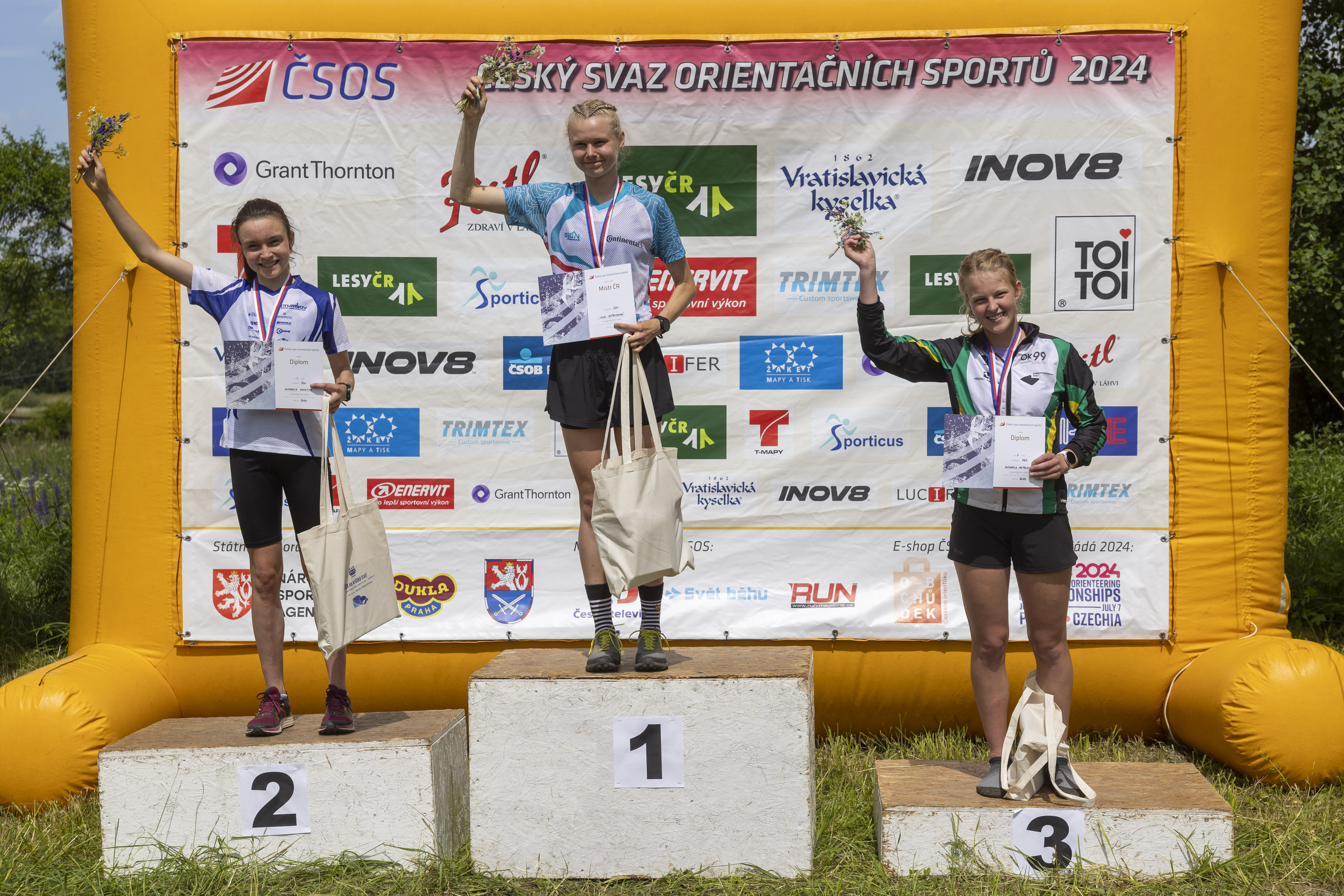
D20 - juniorky
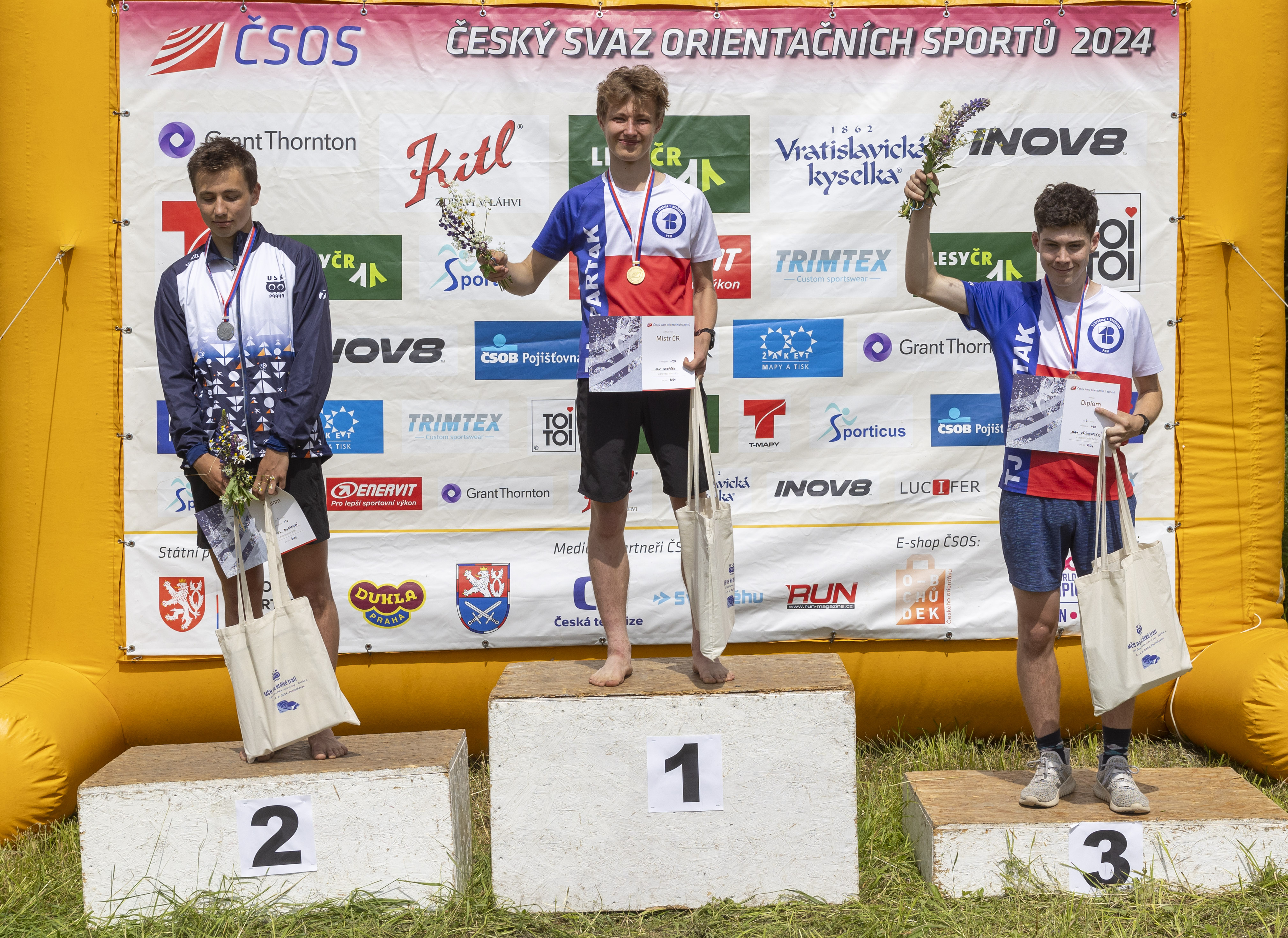
H20 - junioři

| Datum závodu   | 8.-9. 6. 2024 |  | Místo konání    | Pastuchovice • aréna |  | Pořadatel       | USK Praha      |
| Ředitel závodu | Jan Semík     |  | Hlavní rozhodčí | Petr Bořánek         |  | Stavitelé tratí | Michal Bořánek |
| Název mapy     | Poustky 24 F  |  | Web závodu      | www                  |  | Výsledky závodu | ORIS           |

| Zkrácené výsledky             | Zkrácené výsledky       | Zkrácené výsledky               | Zkrácené výsledky       | Zkrácené výsledky       | Zkrácené výsledky | Zkrácené výsledky       | Zkrácené výsledky            | Zkrácené výsledky       | Zkrácené výsledky       |
| Pořadí                        | H21 - muži              | H21 - muži                      | H21 - muži              | H21 - muži              | Pořadí            | D21 - ženy              | D21 - ženy                   | D21 - ženy              | D21 - ženy              |
| ----------------------------- | ----------------------- | ------------------------------- | ----------------------- | ----------------------- | ----------------- | ----------------------- | ---------------------------- | ----------------------- | ----------------------- |
| Zlatá medaile                 | Tomáš Křivda            | K.O.B. Choceň                   | 29:30                   |                         | Zlatá medaile     | Denisa Kosová           | OK 99 Hradec Králové         | 33:09                   |                         |
| Stříbrná medaile              | Jakub Chaloupský        | OK 99 Hradec Králové            | 30:32                   | +1:02                   | Stříbrná medaile  | Lucie Semíková          | OK Kamenice                  | 33:41                   | +0:32                   |
| Bronzová medaile              | Martin Roudný           | OK Lokomotiva Pardubice         | 31:02                   | +1:32                   | Bronzová medaile  | Jana Peterová           | OK Lokomotiva Pardubice      | 33:59                   | +0:50                   |
| 4                             | Miloš Nykodým           | SK Žabovřesky Brno              | 31:26                   | +1:56                   | 4                 | Michaela Dittrichová    | OOB TJ Slovan Luhačovice     | 34:59                   | +1:50                   |
| 5                             | Daniel Vandas           | OK 99 Hradec Králové            | 31:36                   | +2:06                   | 5                 | Anna Karlová            | OK Kamenice                  | 35:25                   | +2:16                   |
| 6                             | Jonáš Hubáček           | OOB TJ Slovan Luhačovice        | 32:01                   | +2:31                   | 6                 | Vendula Horčičková      | OOB TJ Slovan Luhačovice     | 35:26                   | +2:17                   |
| 7                             | Jakub Glonek            | OK Kamenice                     | 32:06                   | +2:36                   | 7                 | Adéla Vandasová         | OK 99 Hradec Králové         | 35:37                   | +2:28                   |
| 8                             | Vít Čech                | OK Kamenice                     | 32:51                   | +3:21                   | 7                 | Adéla Finstrlová        | SK Žabovřesky Brno           | 35:37                   | +2:28                   |
| 9                             | Kryštof Hájek           | OOB TJ Turnov                   | 33:05                   | +3:35                   | 9                 | Barbora Chaloupská      | OK 99 Hradec Králové         | 35:44                   | +2:35                   |
| 10                            | Ota Škvor               | OK Kamenice                     | 33:14                   | +3:44                   | 10                | Markéta Kaiser          | SK Žabovřesky Brno           | 35:48                   | +2:39                   |
| Pořadí                        | H20 - junioři           | H20 - junioři                   | H20 - junioři           | H20 - junioři           | Pořadí            | D20 - juniorky          | D20 - juniorky               | D20 - juniorky          | D20 - juniorky          |
| Zlatá medaile                 | Jan Strýček             | TJ Spartak 1. Brněnská          | 20:59                   |                         | Zlatá medaile     | Lucie Dittrichová       | KOB Směr Kroměříž            | 21:51                   |                         |
| Stříbrná medaile              | Daniel Bolehovský       | USK Praha                       | 21:36                   | +0:37                   | Stříbrná medaile  | Michaela Novotná        | OOB TJ Turnov                | 22:53                   | +1:02                   |
| Bronzová medaile              | Adam Zřídkaveselý       | TJ Spartak 1. Brněnská          | 22:18                   | +1:19                   | Bronzová medaile  | Michaela Metelková      | OK 99 Hradec Králové         | 23:40                   | +1:49                   |
| Pořadí                        | H18 - starší dorostenci | H18 - starší dorostenci         | H18 - starší dorostenci | H18 - starší dorostenci | Pořadí            | D18 - starší dorostenky | D18 - starší dorostenky      | D18 - starší dorostenky | D18 - starší dorostenky |
| Zlatá medaile                 | Tomáš Urbánek           | SK Žabovřesky Brno              | 21:29                   |                         | Zlatá medaile     | Viktorie Škáchová       | Oddíl OB Kotlářka            | 22:34                   |                         |
| Stříbrná medaile              | Prokop Tomášek          | OOB TJ Turnov                   | 22:18                   | +0:49                   | Stříbrná medaile  | Tereza Paulíčková       | SOB Olomouc (Slávia Olomouc) | 23:21                   | +0:47                   |
| Bronzová medaile              | Jan Vaníček             | Sportcentrum Jičín              | 22:44                   | +1:15                   | Bronzová medaile  | Kateřina Doušková       | KOS TJ Tesla Brno            | 23:25                   | +0:51                   |
| Pořadí                        | H16 - mladší dorostenci | H16 - mladší dorostenci         | H16 - mladší dorostenci | H16 - mladší dorostenci | Pořadí            | D16 - mladší dorostenky | D16 - mladší dorostenky      | D16 - mladší dorostenky | D16 - mladší dorostenky |
| Zlatá medaile                 | Matouš Skripnik         | VSK ČVUT Fakulta Stavební Praha | 20:59                   |                         | Zlatá medaile     | Carolina Mullis         | Oddíl OB Kotlářka            | 24:20                   |                         |
| Stříbrná medaile              | Martin Bulička          | SK Žabovřesky Brno              | 22:55                   | +1:56                   | Stříbrná medaile  | Anna Kynčlová           | OK Jilemnice                 | 24:22                   | +0:02                   |
| Bronzová medaile              | Erik Heczko             | Slavia Liberec orienteering     | 23:10                   | +2:11                   | Bronzová medaile  | Viktorie Vyziblová      | Sportcentrum Jičín           | 24:44                   | +0:24                   |
| << předchozí • následující >> |                         |                                 |                         |                         |                   |                         |                              |                         |                         |

Souhrnné informace naleznete v článku Mistrovství České republiky v orientačním běhu na krátké trati.

## Mistrovství ČR štafet
| Datum závodu   | 5. 10. 2024    |  | Místo konání    | Vacenovice • aréna |  | Pořadatel       | SKOB Zlín                    |
| Ředitel závodu | Tomáš Podmolík |  | Hlavní rozhodčí | Roman Zbranek      |  | Stavitelé tratí | Evžen Pekárek, Iva Kavánková |
| Název mapy     | Habánský kopec |  | Web závodu      | WWW                |  | Výsledky závodu | ORIS                         |

| Zkrácené výsledky             | Zkrácené výsledky                                                          | Zkrácené výsledky | Zkrácené výsledky | Zkrácené výsledky | Zkrácené výsledky                                                            | Zkrácené výsledky | Zkrácené výsledky | Zkrácené výsledky | Zkrácené výsledky |
| Pořadí                        | H21 - muži                                                                 | H21 - muži        | H21 - muži        | Pořadí            | D21 - ženy                                                                   | D21 - ženy        | D21 - ženy        |                   |                   |
| ----------------------------- | -------------------------------------------------------------------------- | ----------------- | ----------------- | ----------------- | ---------------------------------------------------------------------------- | ----------------- | ----------------- | ----------------- | ----------------- |
| Zlatá medaile                 | OK 99 Hradec Králové Ondřej Metelka Jakub Chaloupský Daniel Vandas         | 2:15:16           |                   | Zlatá medaile     | OK 99 Hradec Králové Adéla Vandasová Tereza Kosová Denisa Králová            | 1:58:53           |                   |                   |                   |
| Stříbrná medaile              | OK Kamenice Jan Gajda Jakub Glonek Ota Škvor                               | 2:15:34           | +0:18             | Stříbrná medaile  | OOB TJ Slovan Luhačovice Martina Jirčáková Michaela Dittrichová Vendula Rusá | 2:03:31           | +4:38             |                   |                   |
| Bronzová medaile              | OK Lokomotiva Pardubice Matěj Kamenický Tomáš Kubelka Martin Roudný        | 2:15:59           | +0:43             | Bronzová medaile  | KOS TJ Tesla Brno Tereza Korpasová Tamara Miklušová Markéta Mulíčková        | 2:06:19           | +7:26             |                   |                   |
| 4                             | TJ Spartak 1. Brněnská Adam Zřídkaveselý Vilém Bednařík Jan Strýček        | 2:16:23           | +1:07             | 4                 | SK Praga Adéla Bogarová Lucie Krejčová Eliška Sieglová                       | 2:06:55           | +8:02             |                   |                   |
| 5                             | OOB TJ Slovan Luhačovice Martin Roháč Vojtěch Sýkora Jonáš Hubáček         | 2:17:08           | +1:52             | 5                 | OOB TJ Turnov Jana Pekařová Barbora Matějková Michaela Novotná               | 2:08:57           | +10:04            |                   |                   |
| Pořadí                        | H18 - dorostenci                                                           | H18 - dorostenci  | H18 - dorostenci  | Pořadí            | D18 - dorostenky                                                             | D18 - dorostenky  | D18 - dorostenky  |                   |                   |
| Zlatá medaile                 | SK Žabovřesky Brno Martin Bulička Tomáš Urbánek Tomáš Kučera               | 2:05:39           |                   | Zlatá medaile     | Oddíl OB Kotlářka Carolina Mullis Alice Gregorová Viktorie Škáchová          | 1:44:26           |                   |                   |                   |
| Stříbrná medaile              | OOB TJ Turnov Václav Veselý Tomáš Drahoňovský Prokop Tomášek               | 2:07:14           | +1:35             | Stříbrná medaile  | SK Praga Ela Lošťáková Sára Lošťáková Kateřina Štěpová                       | 1:47:32           | +3:06             |                   |                   |
| Bronzová medaile              | VSK ČVUT Fakulta Stavební Praha Matouš Skripnik Eliáš Kosák Jiří Zápotocký | 2:07:48           | +2:09             | Bronzová medaile  | KOS TJ Tesla Brno Ema Fuchsová Johana Čechová Kateřina Doušková              | 1:48:25           | +3:59             |                   |                   |
| << předchozí • následující >> |                                                                            |                   |                   |                   |                                                                              |                   |                   |                   |                   |

Souhrnné informace naleznete v článku Mistrovství České republiky v orientačním běhu štafet.

## Mistrovství ČR klubů a oblastních výběrů žactva
| Datum závodu   | 6. 10. 2024       |  | Místo konání    | Vacenovice • aréna |  | Pořadatel       | SKOB Zlín               |
| Ředitel závodu | Tomáš Podmolík    |  | Hlavní rozhodčí | Petr Pernička      |  | Stavitelé tratí | Jan Šidla, Michal Smola |
| Název mapy     | U Červeného blata |  | Web závodu      | WWW                |  | Výsledky závodu | ORIS                    |

Souhrnné informace naleznete v článku Mistrovství České republiky v orientačním běhu klubů a oblastních výběrů.

## Mistrovství ČR na klasické trati
Mistrovství proběhlo v nezvykle pozdním říjnovém termínu, z původním termínu 14.-15. 9. bylo přeloženo z důvodu nejvyšší meteorologické výstrahy a očekávaného extrémního počasí. To opravdu přišlo a po vydatných deštích nastala především na Moravě povodeň.
Závod proběhl v tradičním dvoudenním uspořádání se sobotní kvalifikací na nedělní finále. V prostoru závodu byl kopcovitý terén s dobře průběžným lesem, s nižší až střední hustotou komunikací a s minimem terénních či kamenitých detailů. Po oba dny bylo polojasného počasí s teplotou přibližně 16 °C. Celkem odstartovalo 452 závodníků.
Velkým překvapením byla první dvě místa v mužích, která s přehledem obsadili dva junioři (navíc teprve devatenáctiletí). A také v ženách se na prvních dvou místech prosadili mladé závodnice. Kromě nesporných kvalit mladých závodníků svou roli možná také sehrála o měsíc prodloužená sezona, na některých závodnících byla už znát poměrně velká únava.

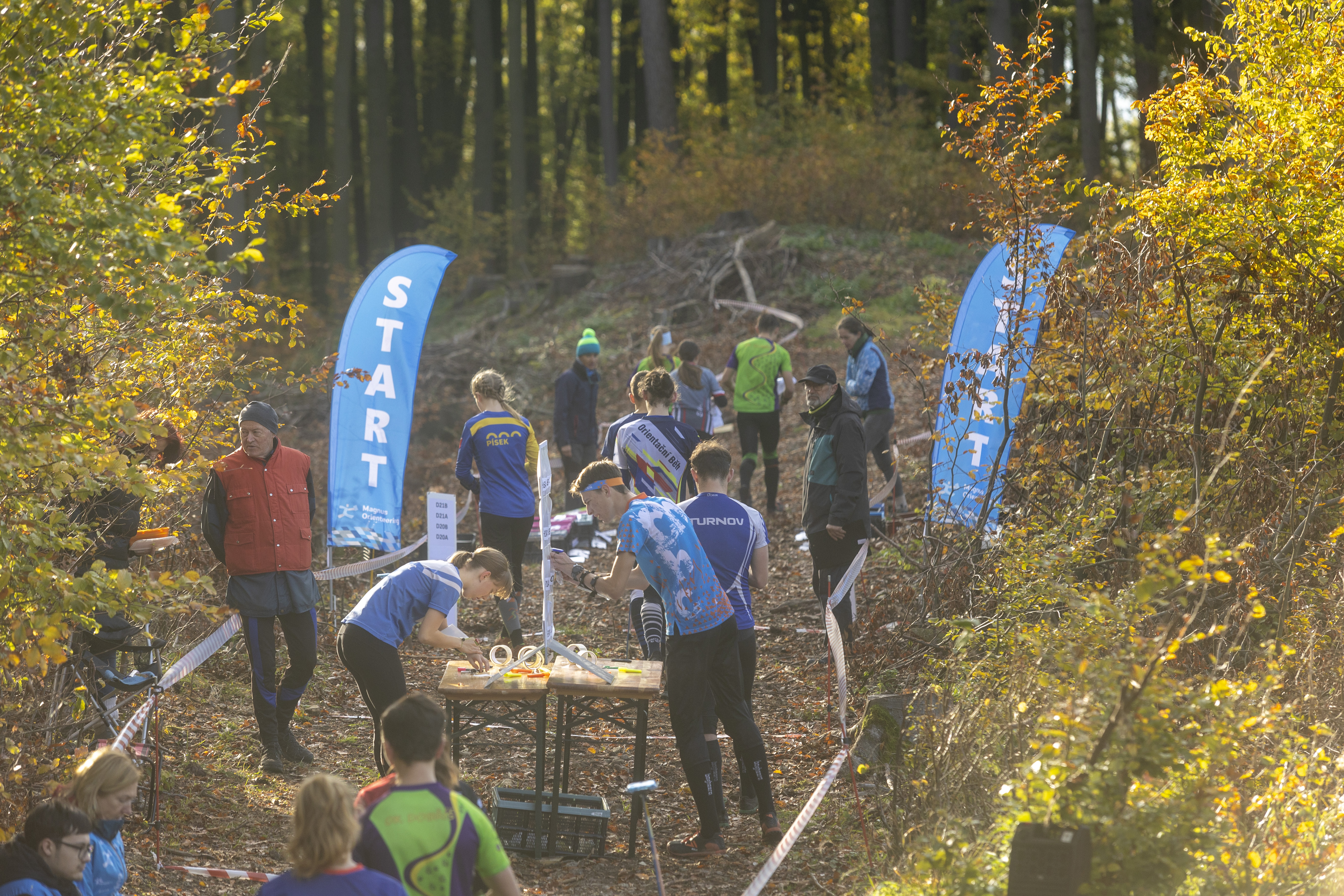
Na startu
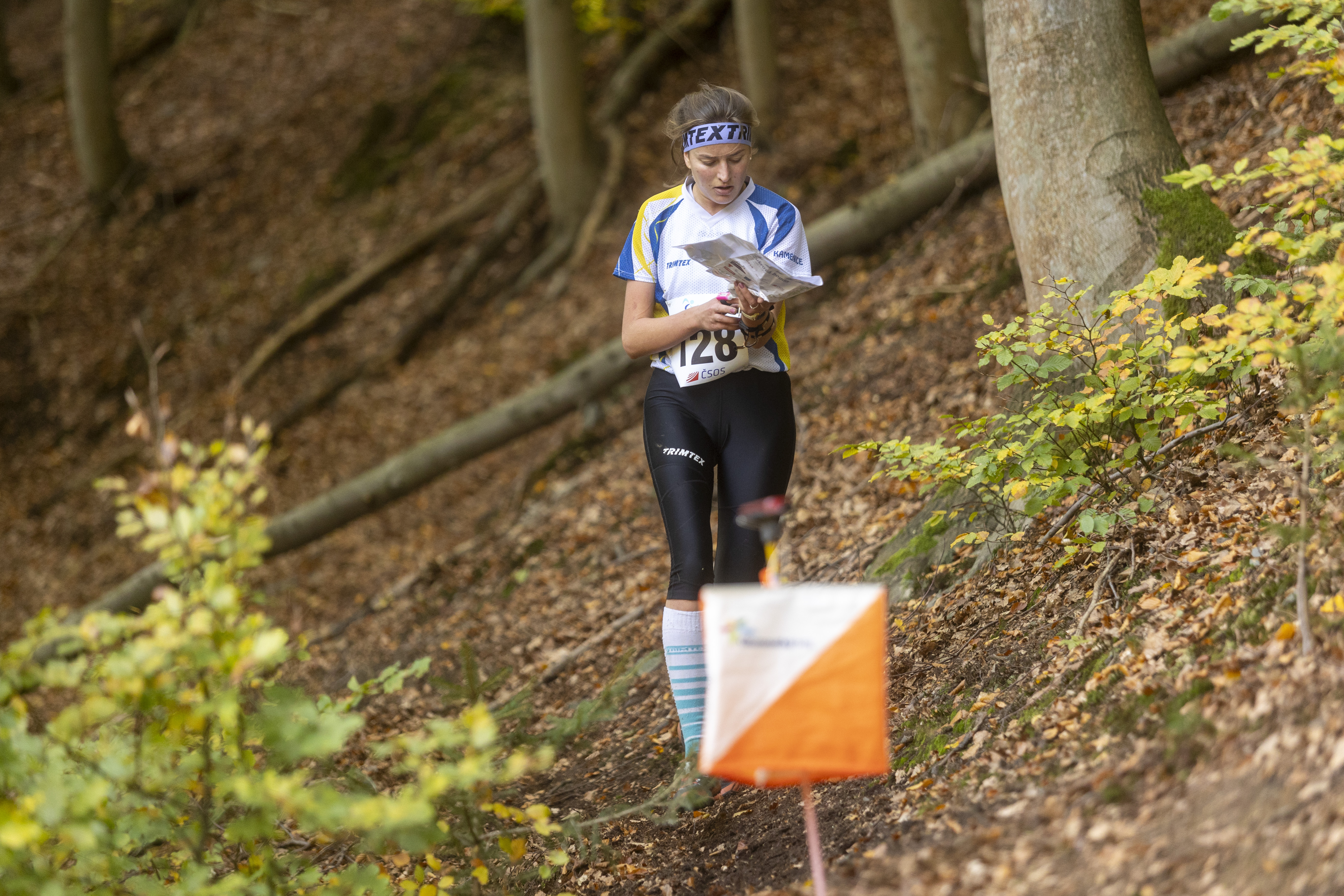
Lucie Semíková
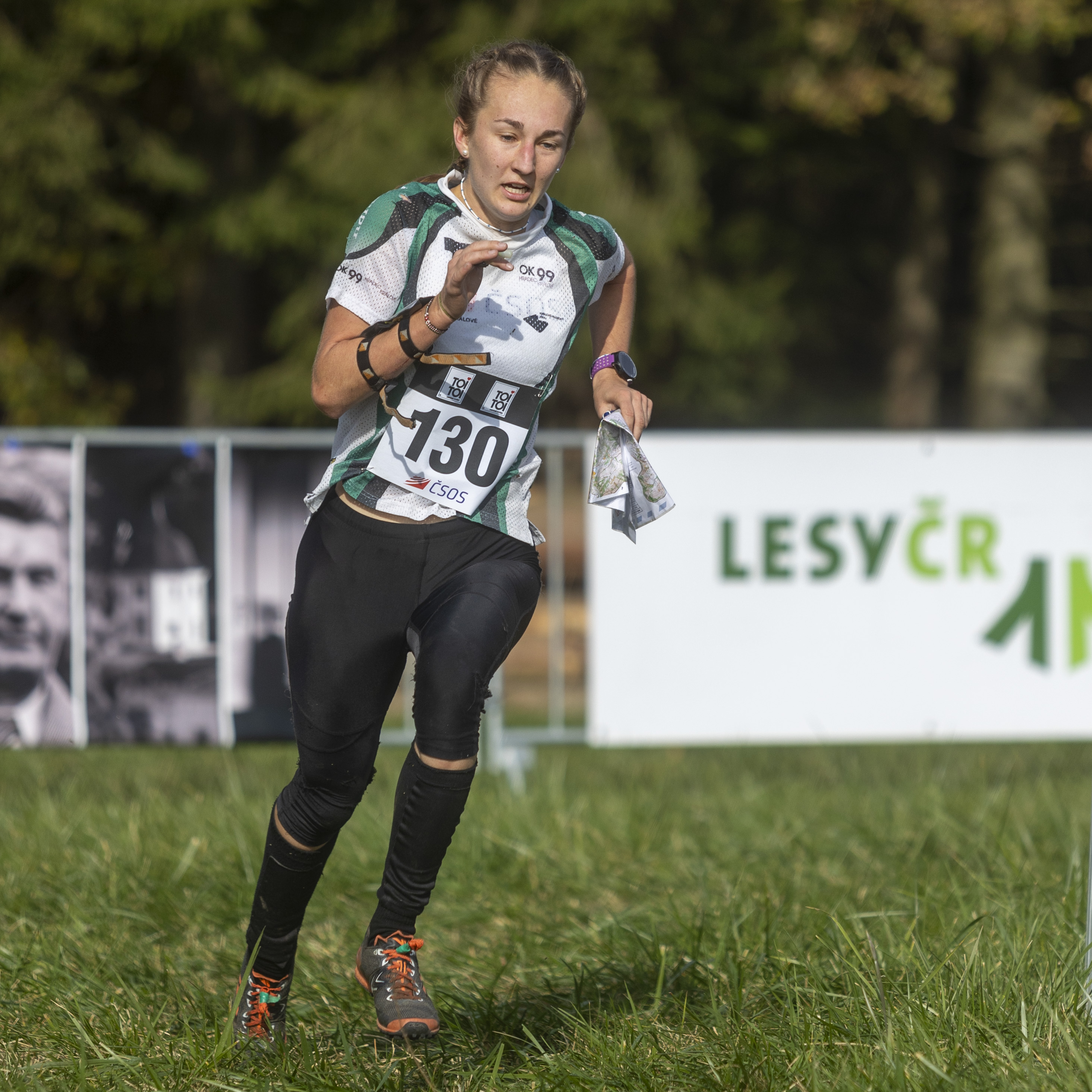
Adéla Vandasová
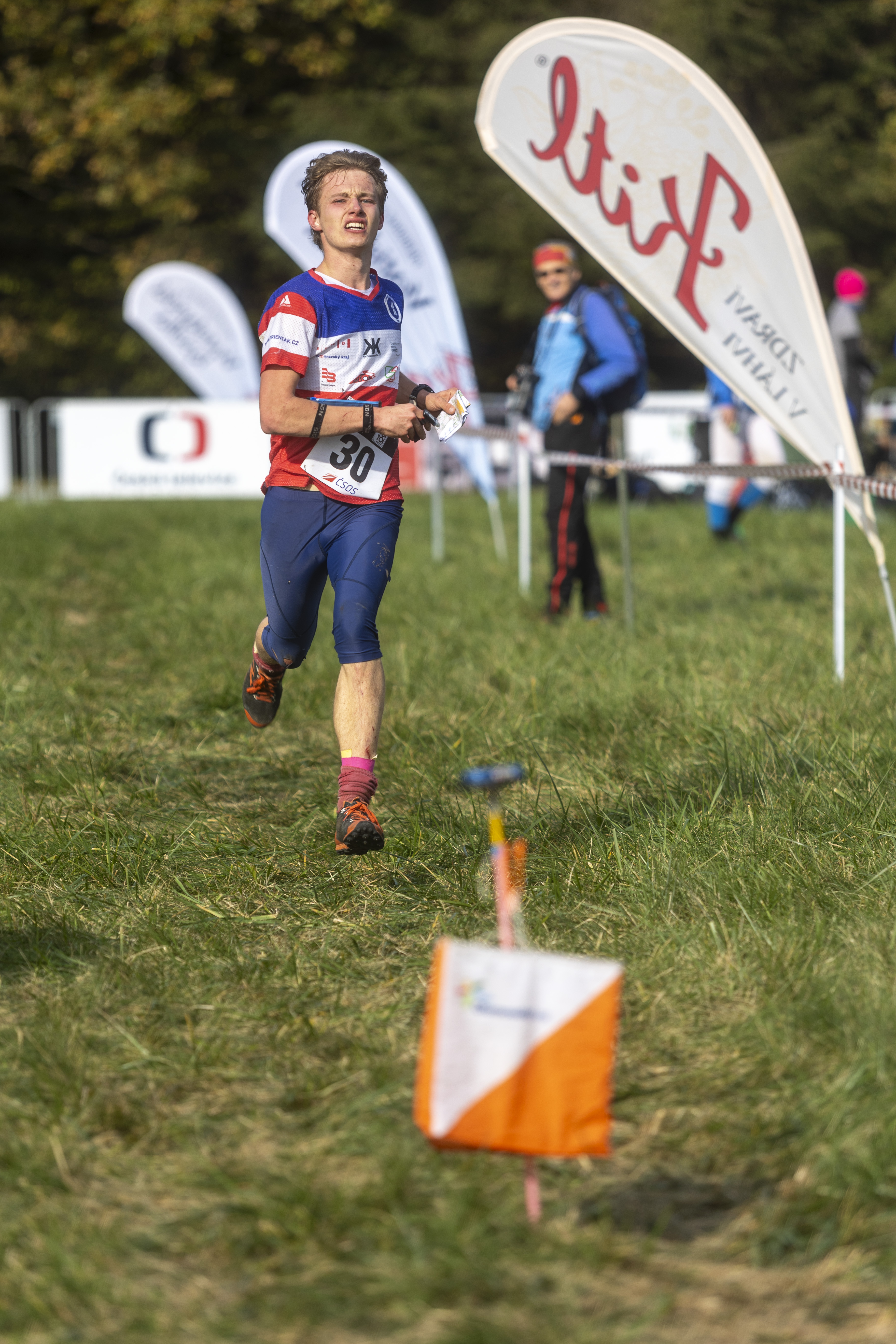
Jan Strýček
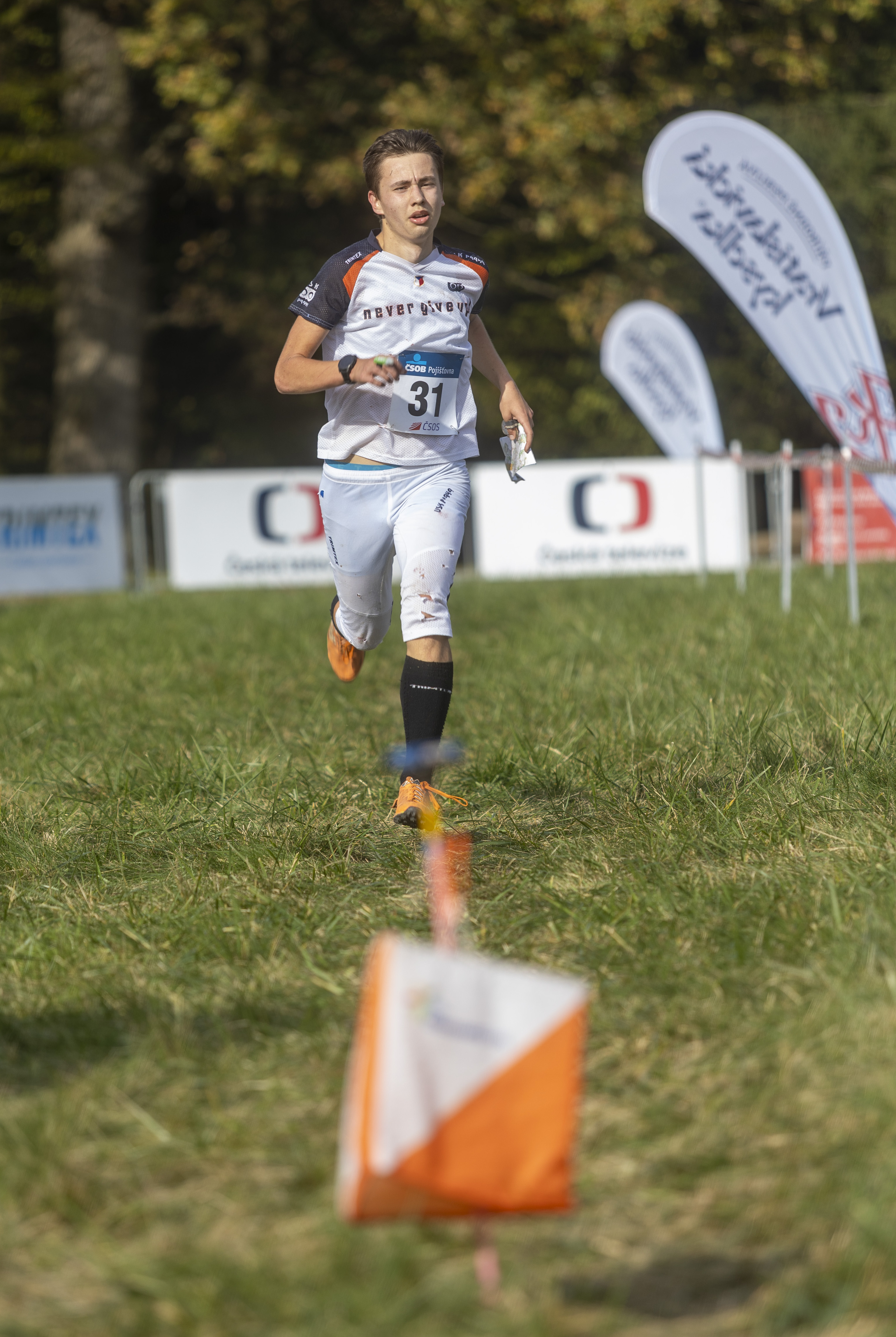
Daniel Bolehovský
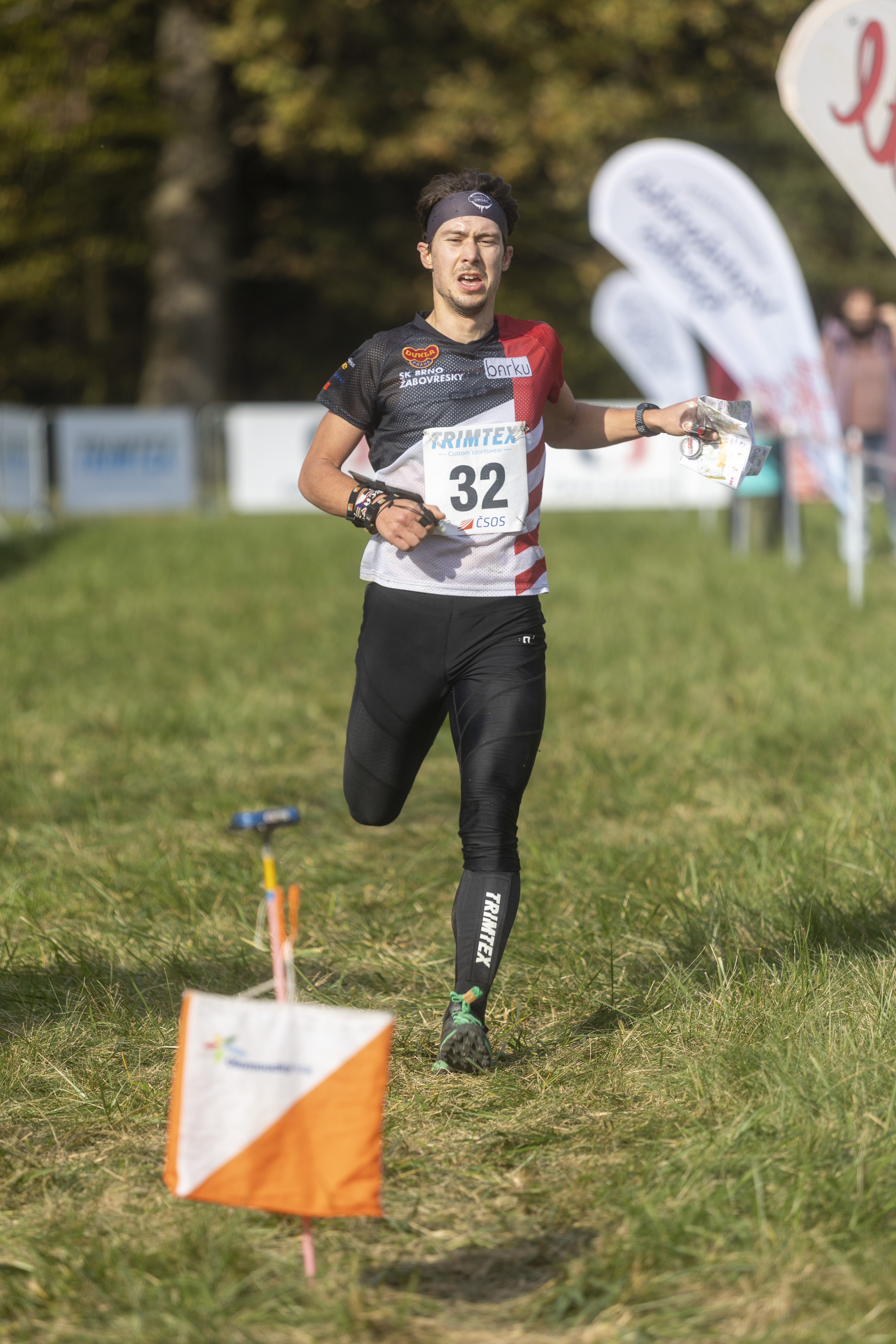
Miloš Nykodým
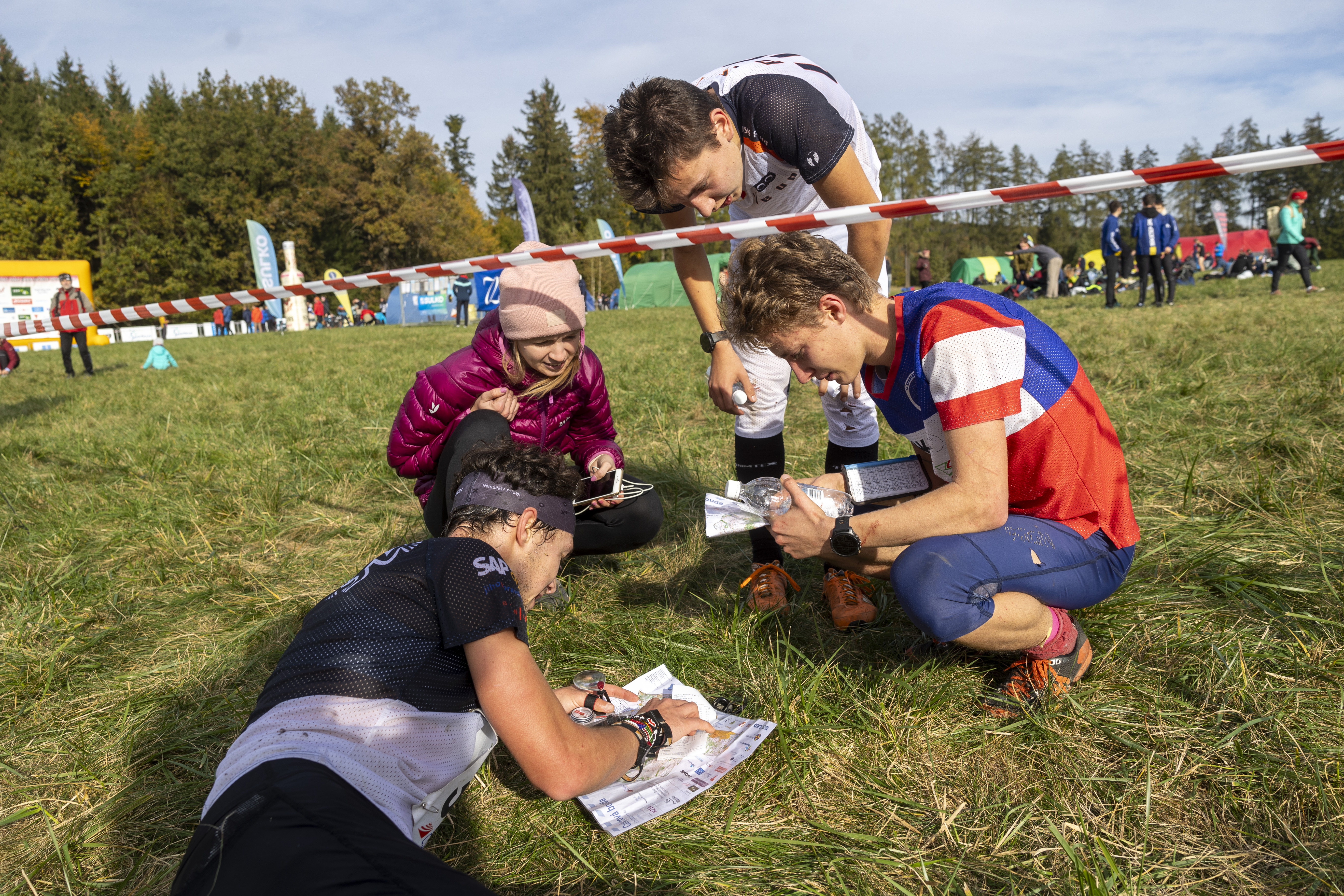
V cíli nad mapou
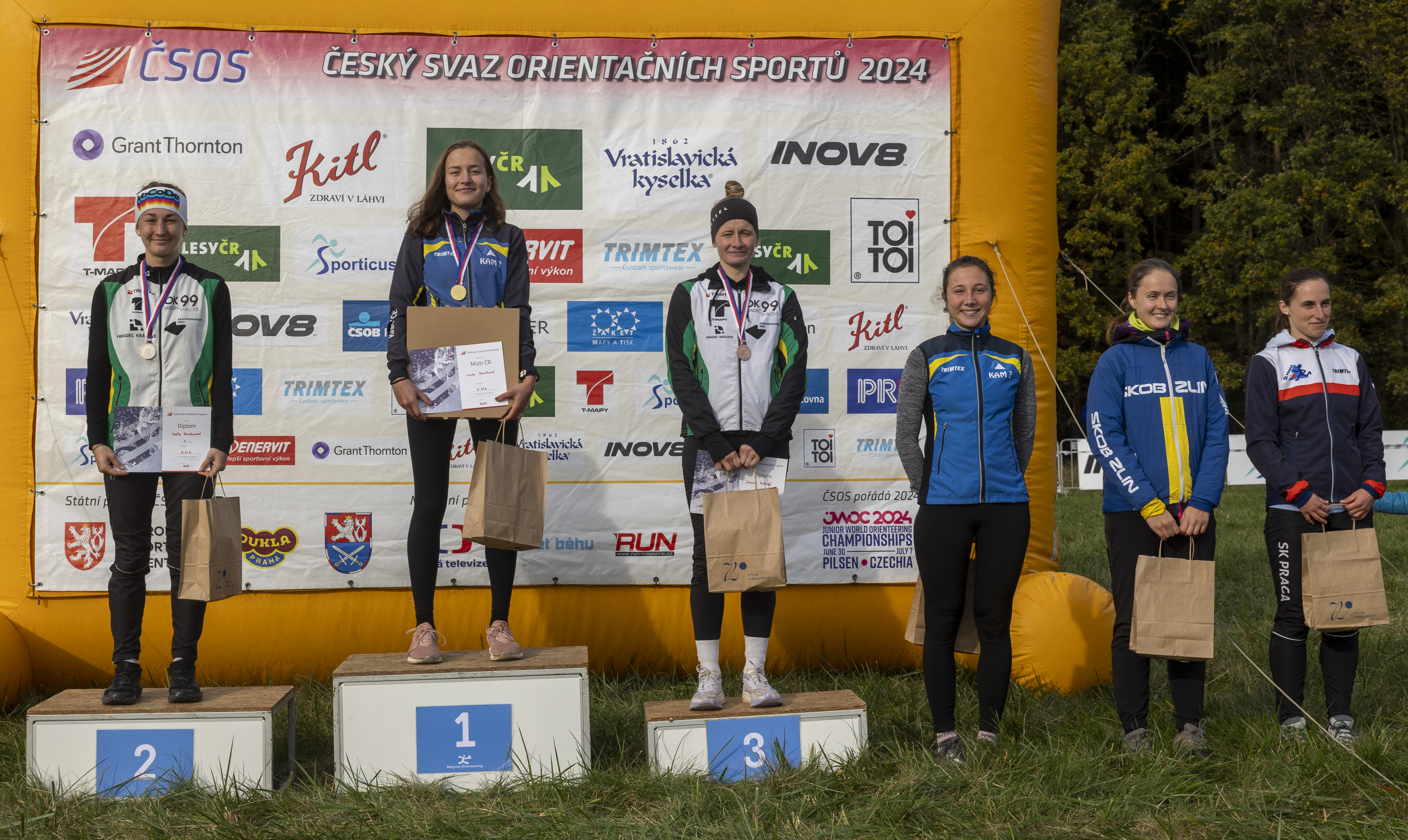
D21 - ženy
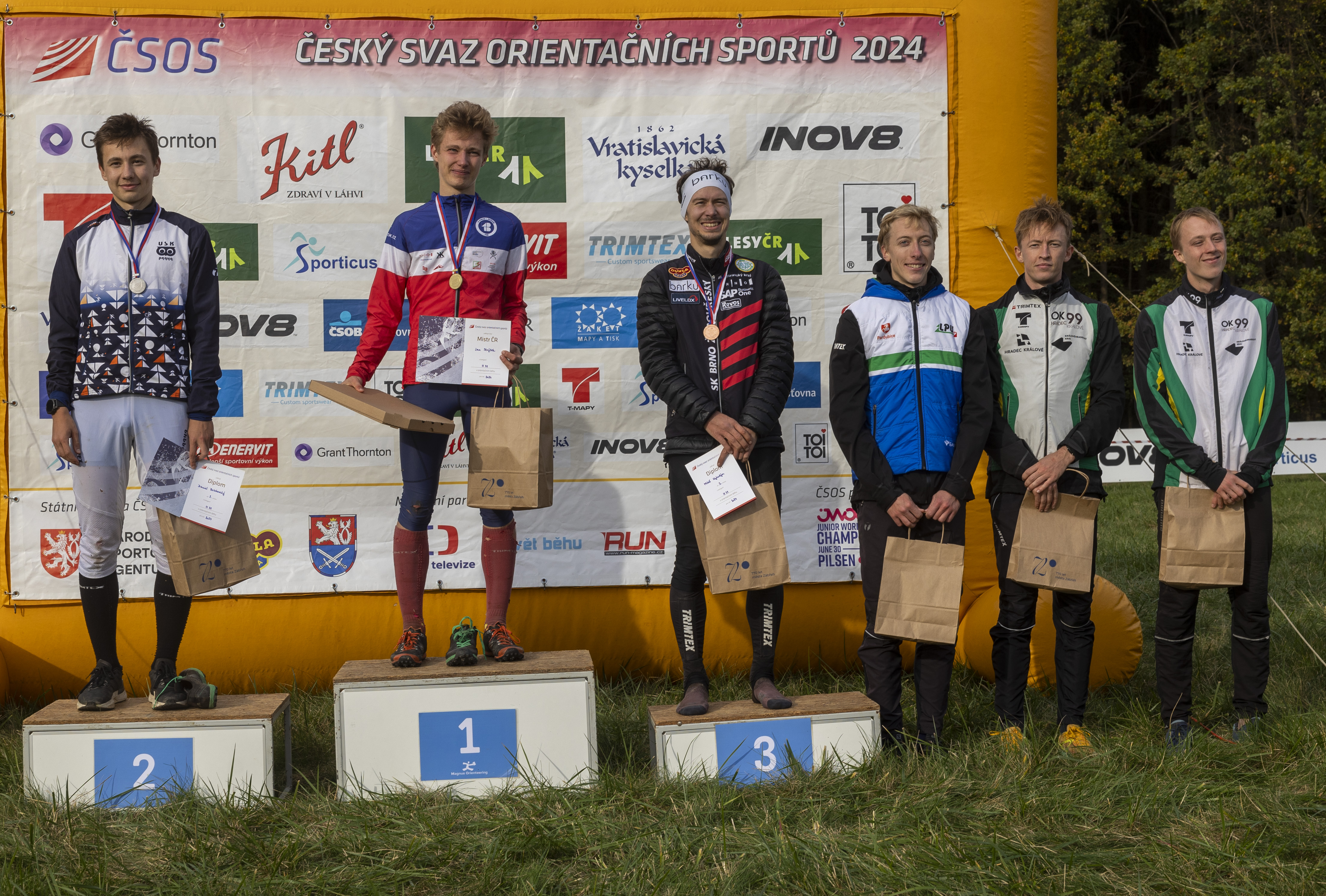
H21 - muži

| Datum závodu   | 19.–21. 10. 2024 |  | Místo konání    | Tatenice • aréna |  | Pořadatel       | Magnus Orienteering |
| Ředitel závodu | Martin Štoudek   |  | Hlavní rozhodčí | Tomáš Navrátil   |  | Stavitelé tratí | Vítězslav Khýn      |
| Název mapy     | Cukrová bouda    |  | Web závodu      | www              |  | Výsledky závodu | ORIS                |

| Zkrácené výsledky | Zkrácené výsledky       | Zkrácené výsledky                | Zkrácené výsledky       | Zkrácené výsledky       | Zkrácené výsledky | Zkrácené výsledky       | Zkrácené výsledky        | Zkrácené výsledky       | Zkrácené výsledky       |
| Pořadí            | H21 - muži              | H21 - muži                       | H21 - muži              | H21 - muži              | Pořadí            | D21 - ženy              | D21 - ženy               | D21 - ženy              | D21 - ženy              |
| ----------------- | ----------------------- | -------------------------------- | ----------------------- | ----------------------- | ----------------- | ----------------------- | ------------------------ | ----------------------- | ----------------------- |
| Zlatá medaile     | Jan Strýček             | TJ Spartak 1. Brněnská           | 1:45:15                 |                         | Zlatá medaile     | Lucie Semíková          | OK Kamenice              | 1:24:04                 |                         |
| Stříbrná medaile  | Daniel Bolehovský       | USK Praha                        | 1:49:24                 | +4:09                   | Stříbrná medaile  | Adéla Vandasová         | OK 99 Hradec Králové     | 1:24:38                 | +0:34                   |
| Bronzová medaile  | Miloš Nykodým           | SK Žabovřesky Brno               | 1:51:08                 | +5:53                   | Bronzová medaile  | Denisa Králová          | OK 99 Hradec Králové     | 1:25:39                 | +1:35                   |
| 4                 | Martin Roudný           | OK Lokomotiva Pardubice          | 1:51:50                 | +6:35                   | 4                 | Anna Karlová            | OK Kamenice              | 1:26:53                 | +2:49                   |
| 5                 | Daniel Vandas           | OK 99 Hradec Králové             | 1:54:07                 | +8:52                   | 5                 | Iva Kavánková           | SKOB Zlín                | 1:28:21                 | +4:17                   |
| 6                 | Ondřej Metelka          | OK 99 Hradec Králové             | 2:02:02                 | +16:47                  | 6                 | Adéla Bogarová          | SK Praga                 | 1:29:41                 | +5:37                   |
| 7                 | Tomáš Kubelka           | OK Lokomotiva Pardubice          | 2:02:22                 | +17:07                  | 7                 | Barbora Matějková       | OOB TJ Turnov            | 1:29:42                 | +5:38                   |
| 8                 | Osvald Kozák            | KOS TJ Tesla Brno                | 2:04:18                 | +19:03                  | 8                 | Vendula Rusá            | OOB TJ Slovan Luhačovice | 1:30:04                 | +6:00                   |
| 9                 | Tomáš Novotný           | OK 99 Hradec Králové             | 2:13:58                 | +28:43                  | 9                 | Markéta Mulíčková       | KOS TJ Tesla Brno        | 1:30:59                 | +6:55                   |
| 10                | Tomáš Udržal            | OK Lokomotiva Pardubice          | 2:14:59                 | +29:44                  | 10                | Zdenka Kozáková         | KOS TJ Tesla Brno        | 1:31:50                 | +7:46                   |
| Pořadí            | H20 - junioři           | H20 - junioři                    | H20 - junioři           | H20 - junioři           | Pořadí            | D20 - juniorky          | D20 - juniorky           | D20 - juniorky          | D20 - juniorky          |
| Zlatá medaile     | Vilém Bednařík          | TJ Spartak 1. Brněnská           | 1:25:48                 |                         | Zlatá medaile     | Lucie Dittrichová       | KOB Směr Kroměříž        | 55:36                   |                         |
| Stříbrná medaile  | Šimon Stehlík           | Západočeské sportovní centrum OB | 1:26:38                 | +0:50                   | Stříbrná medaile  | Michaela Metelková      | OK 99 Hradec Králové     | 1:03:14                 | +7:38                   |
| Bronzová medaile  | Tobias Pekárek          | SKOB Zlín                        | 1:27:13                 | +1:25                   | Bronzová medaile  | Lea Martanová           | OOB TJ Turnov            | 1:06:45                 | +11:09                  |
| Pořadí            | H18 - starší dorostenci | H18 - starší dorostenci          | H18 - starší dorostenci | H18 - starší dorostenci | Pořadí            | D18 - starší dorostenky | D18 - starší dorostenky  | D18 - starší dorostenky | D18 - starší dorostenky |
| Zlatá medaile     | Prokop Tomášek          | OOB TJ Turnov                    | 1:08:13                 |                         | Zlatá medaile     | Viktorie Škáchová       | Oddíl OB Kotlářka        | 59:23                   |                         |
| Stříbrná medaile  | Tomáš Urbánek           | SK Žabovřesky Brno               | 1:10:26                 | +2:13                   | Stříbrná medaile  | Kateřina Doušková       | KOS TJ Tesla Brno        | 1:03:06                 | +3:43                   |
| Bronzová medaile  | Ondřej Brosch           | SK Radioklub Blansko             | 1:10:53                 | +2:40                   | Bronzová medaile  | Kateřina Štěpová        | SK Praga                 | 1:03:39                 | +4:16                   |
| Pořadí            | H16 - mladší dorostenci | H16 - mladší dorostenci          | H16 - mladší dorostenci | H16 - mladší dorostenci | Pořadí            | D16 - mladší dorostenky | D16 - mladší dorostenky  | D16 - mladší dorostenky | D16 - mladší dorostenky |
| Zlatá medaile     | Erik Heczko             | Slavia Liberec orienteering      | 50:26                   |                         | Zlatá medaile     | Markéta Hanušová        | OOS TJ Spartak Vrchlabí  | 41:28                   |                         |
| Stříbrná medaile  | Martin Bulička          | SK Žabovřesky Brno               | 50:50                   | +0:24                   | Stříbrná medaile  | Viktorie Vyziblová      | Sportcentrum Jičín       | 41:37                   | +0:09                   |
| Bronzová medaile  | Patrik Sedláček         | Oddíl OB Kotlářka                | 53:04                   | +2:38                   | Bronzová medaile  | Carolina Mullis         | Oddíl OB Kotlářka        | 41:51                   | +0:23                   |

Souhrnné informace naleznete v článku Mistrovství České republiky v orientačním běhu na klasické trati.